# Audience de la télévision française
L'audience de la télévision française est un sondage, le plus souvent recueilli et élaboré par l’institut de mesure Médiamétrie depuis l’année 1985.
Ces mesures font l’objet de communiqués de presse publiés régulièrement par Médiamétrie :
- Médiamat Hebdomadaire : Part d’audience du lundi au dimanche pour 20 des 27 chaînes diffusées sur la TNT gratuite
- Médiamat Mensuel :
  - Durée d’écoute moyenne par individu selon la tranche d’âge (ainsi que les ménagères de moins de 50 ans et les CSP+)
  - Part d’audience et nombre de télespectateurs (sur 4 ou 5 semaines) pour les 27 chaînes de la TNT
  - Top 5 des émissions les plus regardées pour les 20 chaînes faisant partie du Mediamat Hebdo
- Médiamat Annuel : Synthèse annuelle des Médiamat mensuels
- Médiamat Thématik : Durée d’écoute, audience et nombre de télespectateurs des chaînes diffusées sur le câble, le satellite et l’ADSL

## Part d'audience

### Chaînes hertziennes (1976-2007)
Liste des chaînes diffusées sur les réseaux hertziens analogiques entre 1976 et 2007 :
1. TF1 : Chaîne publique privatisée depuis avril 1987
2. Antenne 2 : Chaîne publique renommée France 2 en septembre 1992
3. FR3 : Chaîne publique renommée France 3 en septembre 1992
4. Canal+ : Chaîne privée payante avec des plages en clair, créée en novembre 1984
5. La 5 : Chaîne privée créée en février 1986 et disparue en avril 1992, remplacée en soirée par la chaîne publique européenne Arte à partir de septembre 1992
La Cinquième : Chaîne publique diffusée en journée depuis décembre 1994, renommée France 5 en janvier 2002
6. TV6 : Chaîne privée créée en mars 1986 et remplacée par M6 depuis mars 1987

- Autres chaînes : chaînes hertziennes locales et étrangères, chaînes diffusées sur le câble (depuis 1985), le satellite (depuis 1992), l’ADSL (depuis 2002) et la TNT (depuis 2005)

| Année | TF1    | Antenne 2 France 2 | FR3 France 3 | Canal+ | La 5 Arte | La Cinquième France 5 | TV6 M6 | Autres chaînes |
| ----- | ------ | ------------------ | ------------ | ------ | --------- | --------------------- | ------ | -------------- |
| 1976  | 45,4 % | 34,0 %             | 19,0 %       | NC     | NC        | NC                    | NC     | 1,6 %          |
| 1977  | 50,4 % | 31,3 %             | 16,0 %       | NC     | NC        | NC                    | NC     | 2,3 %          |
| 1978  | 50,4 % | 32,0 %             | 16,0 %       | NC     | NC        | NC                    | NC     | 1,6 %          |
| 1979  | 46,8 % | 33,9 %             | 17,7 %       | NC     | NC        | NC                    | NC     | 1,6 %          |
| 1980  | 47,3 % | 34,3 %             | 17,5 %       | NC     | NC        | NC                    | NC     | 0,9 %          |
| 1981  | 46,3 % | 36,6 %             | 15,7 %       | NC     | NC        | NC                    | NC     | 1,4 %          |
| 1982  | 42,3 % | 40,0 %             | 15,4 %       | NC     | NC        | NC                    | NC     | 2,3 %          |
| 1983  | 37,9 % | 46,2 %             | 12,9 %       | NC     | NC        | NC                    | NC     | 3,0 %          |
| 1984  | 39,1 % | 45,7 %             | 13,0 %       | %      | NC        | NC                    | NC     | 2,2 %          |
| 1985  | 38,6 % | 42,2 %             | 12,3 %       | %      | NC        | NC                    | NC     | 6,9 %          |
| 1986  | 38,2 % | 39,4 %             | 11,8 %       | %      | 4,2 %     | NC                    | 0,3 %  | 6,1 %          |
| 1987  | 42,1 % | 32,0 %             | 11,2 %       | %      | 7,3 %     | NC                    | 1,8 %  | 5,6 %          |
| 1988  | 44,8 % | 26,9 %             | 8,5 %        | %      | 10,3 %    | NC                    | 4,9 %  | 4,6 %          |
| 1989  | 41,0 % | 23,4 %             | 10,3 %       | 4,4 %  | 13,0 %    | NC                    | 6,4 %  | 1,5 %          |
| 1990  | 41,9 % | 22,1 %             | 11,0 %       | 4,3 %  | 11,7 %    | NC                    | 7,3 %  | 1,7 %          |
| 1991  | 42,1 % | 21,3 %             | 11,3 %       | 4,6 %  | 10,9 %    | NC                    | 8,0 %  | 1,8 %          |
| 1992  | 41,0 % | 24,0 %             | 13,6 %       | 5,0 %  | 3,7 %     | NC                    | 10,2 % | 2,5 %          |
| 1993  | 41,0 % | 24,7 %             | 14,6 %       | 4,9 %  | 0,9 %     | NC                    | 11,2 % | 2,7 %          |
| 1994  | 39,5 % | 25,0 %             | 15,7 %       | 4,6 %  | 1,0 %     | %                     | 11,4 % | 2,8 %          |
| 1995  | 37,3 % | 23,8 %             | 17,6 %       | 4,4 %  | 1,2 %     | 1,3 %                 | 11,5 % | 2,9 %          |
| 1996  | 35,4 % | 24,2 %             | 17,7 %       | 4,5 %  | 1,4 %     | 1,6 %                 | 11,9 % | 3,3 %          |
| 1997  | 35,0 % | 23,7 %             | 17,1 %       | 4,5 %  | 1,5 %     | 1,8 %                 | 12,7 % | 3,7 %          |
| 1998  | 35,3 % | 22,5 %             | 17,0 %       | 4,6 %  | 1,6 %     | 1,9 %                 | 12,9 % | 4,2 %          |
| 1999  | 35,1 % | 22,3 %             | 16,3 %       | 4,5 %  | 1,7 %     | 1,9 %                 | 13,6 % | 4,6 %          |
| 2000  | 33,4 % | 22,1 %             | 16,8 %       | 4,1 %  | 1,6 %     | 1,8 %                 | 12,7 % | 7,5 %          |
| 2001  | 32,7 % | 21,1 %             | 17,1 %       | 3,6 %  | 1,6 %     | 1,9 %                 | 13,5 % | 8,5 %          |
| 2002  | 32,7 % | 20,8 %             | 16,4 %       | 3,5 %  | 1,6 %     | 2,3 %                 | 13,2 % | 9,5 %          |
| 2003  | 31,5 % | 20,5 %             | 16,1 %       | 3,7 %  | 1,8 %     | 2,9 %                 | 12,6 % | 10,9 %         |
| 2004  | 31,8 % | 20,5 %             | 15,2 %       | 3,8 %  | 2,0 %     | 3,0 %                 | 12,5 % | 11,2 %         |
| 2005  | 32,3 % | 19,8 %             | 14,7 %       | 3,6 %  | 1,8 %     | 3,1 %                 | 12,6 % | 12,1 %         |
| 2006  | 31,6 % | 19,2 %             | 14,7 %       | 3,4 %  | 1,7 %     | 3,1 %                 | 12,5 % | 13,8 %         |
| 2007  | 30,7 % | 18,1 %             | 14,1 %       | 3,4 %  | 1,7 %     | 3,0 %                 | 11,5 % | 17,5 %         |

Figurent en couleur les records d’audience annuelle (en vert les meilleurs résultats d'audience et en rouge, les pires)
Note : Les résultats d'audience du 6e réseau ne sont pas comparables entre 1986 et 1987, de même pour le 5e réseau entre 1992 et 1993
| Le graphique qui aurait dû être présenté ici ne peut pas être affiché car il utilise l'ancienne extension Graph, désactivée pour des questions de sécurité. Des indications pour créer un nouveau graphique avec la nouvelle extension Chart sont disponibles ici . | Source: table ci-dessus |

### Chaînes diffusées sur la TNT gratuite
| Canal | Chaîne (ancien nom)                         | Propriétaire                                                                           | Thématique                                   | Début de diffusion sur la TNT gratuite | 2007   | 2008   | 2009   | 2010   | 2011   | 2012   | 2013   | 2014   | 2015   | 2016   | 2017   | 2018   | 2019   | 2020   | 2021   | 2022   |    |
| ----- | ------------------------------------------- | -------------------------------------------------------------------------------------- | -------------------------------------------- | -------------------------------------- | ------ | ------ | ------ | ------ | ------ | ------ | ------ | ------ | ------ | ------ | ------ | ------ | ------ | ------ | ------ | ------ | -- |
| 1     | TF1                                         | Groupe TF1                                                                             | Généraliste                                  | 31 mars 2005 (†)                       | 30,7 % | 27,2 % | 26,1 % | 24,5 % | 23,7 % | 22,7 % | 22,8 % | 22,9 % | 21,4 % | 20,4 % | 20,0 % | 20,2 % | 19,5 % | 19,2 % | 19,7 % | 18,7 % |    |
| 2     | France 2                                    | France Télévisions                                                                     | Généraliste                                  | 31 mars 2005 (†)                       | 18,1 % | 17,5 % | 16,7 % | 16,1 % | 14,9 % | 14,9 % | 14,0 % | 14,1 % | 14,3 % | 13,4 % | 13,0 % | 13,5 % | 13,9 % | 14,1 % | 14,7 % | 14,8 % |    |
| 3     | France 3                                    | France Télévisions                                                                     | Généraliste régionale                        | 31 mars 2005 (†)                       | 14,1 % | 13,3 % | 11,8 % | 10,7 % | 9,7 %  | 9,7 %  | 9,5 %  | 9,4 %  | 9,2 %  | 9,1 %  | 9,1 %  | 9,4 %  | 9,3 %  | 9,4 %  | 9,4 %  | 9,4 %  |    |
| 4 *   | Canal+                                      | Groupe Canal+                                                                          | Généraliste                                  | 31 mars 2005                           | 3,4 %  | 3,3 %  | 3,1 %  | 3,1 %  | 3,1 %  | 2,9 %  | 2,8 %  | 2,6 %  | 2,6 %  | 1,7 %  | 1,2 %  | 1,2 %  | 1,3 %  | 1,2 %  | 1,1 %  | 1,2 %  |    |
| 5     | France 5                                    | France Télévisions                                                                     | Généraliste culturelle                       | 31 mars 2005 (‡)                       | 3,3 %  | 3,0 %  | 3,1 %  | 3,2 %  | 3,3 %  | 3,5 %  | 3,3 %  | 3,2 %  | 3,4 %  | 3,4 %  | 3,6 %  | 3,5 %  | 3,6 %  | 3,5 %  | 3,3 %  | 3,6 %  |    |
| 6     | M6                                          | Groupe M6                                                                              | Généraliste                                  | 31 mars 2005 (†)                       | 11,5 % | 11,0 % | 10,8 % | 10,4 % | 10,8 % | 11,2 % | 10,6 % | 10,1 % | 9,9 %  | 10,2 % | 9,5 %  | 9,1 %  | 8,9 %  | 9,0 %  | 9,1 %  | 8,4 %  |    |
| 7*    | Arte                                        | GEIE Arte                                                                              | Culturelle européenne                        | 31 mars 2005 (‡)                       | 1,8 %  | 1,7 %  | 1,7 %  | 1,6 %  | 1,5 %  | 1,8 %  | 2,0 %  | 2,0 %  | 2,2 %  | 2,3 %  | 2,2 %  | 2,4 %  | 2,6 %  | 2,9 %  | 2,9 %  | 2,9 %  |    |
| 8     | C8 D8 Direct 8                              | Groupe Bolloré Groupe Canal+                                                           | Généraliste                                  | 31 mars 2005                           | 0,2 %  | 0,7 %  | 1,4 %  | 2,0 %  | 2,3 %  | 2,3 %  | 3,2 %  | 3,3 %  | 3,4 %  | 3,4 %  | 3,3 %  | 3,0 %  | 2,9 %  | 2,6 %  | 2,6 %  | 2,8 %  |    |
| 9     | W9                                          | Groupe M6                                                                              | Généraliste musicale                         | 31 mars 2005                           | 0,9 %  | 1,8 %  | 2,5 %  | 3,0 %  | 3,4 %  | 3,2 %  | 2,9 %  | 2,6 %  | 2,6 %  | 2,5 %  | 2,6 %  | 2,6 %  | 2,5 %  | 2,6 %  | 2,5 %  | 2,3 %  |    |
| 10 *  | TMC                                         | Groupe TF1                                                                             | Généraliste                                  | 31 mars 2005                           | 1,2 %  | 2,1 %  | 2,6 %  | 3,3 %  | 3,5 %  | 3,6 %  | 3,4 %  | 3,1 %  | 3,1 %  | 3,0 %  | 3,2 %  | 3,0 %  | 3,1 %  | 3,0 %  | 3,0 %  | 3,0 %  |    |
| 11 *  | TFX NT1                                     | Groupe TF1                                                                             | Généraliste dediée aux 15-34 ans             | 31 mars 2005                           | 0,6 %  | 1,0 %  | 1,4 %  | 1,6 %  | 1,9 %  | 2,1 %  | 2,1 %  | 1,8 %  | 2,0 %  | 1,9 %  | 2,0 %  | 1,9 %  | 1,8 %  | 1,6 %  | 1,5 %  | 1,5 %  |    |
| 12    | NRJ 12                                      | NRJ Group                                                                              | Généraliste                                  | 31 mars 2005                           | 0,4 %  | 1,0 %  | 1,5 %  | 1,9 %  | 2,3 %  | 2,4 %  | 2,2 %  | 1,9 %  | 1,8 %  | 1,7 %  | 1,6 %  | 1,5 %  | 1,5 %  | 1,3 %  | 1,2 %  | 1,1 %  |    |
| 13 *  | LCP                                         | Parlement                                                                              | Information politique                        | 31 mars 2005                           | NC     | NC     | NC     | NC     | NC     | NC     | NC     | NC     | NC     | NC     | NC     | NC     | NC     | NC     | NC     | NC     | NC |
| 14 *  | France 4 et Culturebox                      | France Télévisions                                                                     | Généraliste jeunesse                         | 31 mars 2005                           | 0,4 %  | 0,9 %  | 1,1 %  | 1,6 %  | 2,0 %  | 2,1 %  | 1,8 %  | 1,6 %  | 1,7 %  | 1,9 %  | 1,8 %  | 1,6 %  | 1,6 %  | 1,2 %  | 0,8 %  | NC     |    |
| 15    | BFM TV                                      | NextRadioTV                                                                            | Information en continu                       | 28 novembre 2005                       | 0,2 %  | 0,4 %  | 0,7 %  | 0,9 %  | 1,4 %  | 1,8 %  | 1,9 %  | 2,0 %  | 2,2 %  | 2,3 %  | 2,7 %  | 2,6 %  | 2,3 %  | 2,9 %  | 2,9 %  | 3,3 %  |    |
| 16    | CNews i>Télé                                | Groupe Canal+                                                                          | Information en continu                       | 14 octobre 2005                        | 0,3 %  | 0,3 %  | 0,5 %  | 0,7 %  | 0,8 %  | 0,8 %  | 0,8 %  | 0,9 %  | 1,0 %  | 0,9 %  | 0,6 %  | 0,7 %  | 0,8 %  | 1,4 %  | 2,0 %  | 2,1 %  |    |
| 17    | CStar D17 Direct Star Virgin 17 Europe 2 TV | Groupe Bolloré Groupe Canal+                                                           | Généraliste musicale                         | 17 octobre 2005                        | 0,4 %  | 0,5 %  | 0,7 %  | 1,0 %  | 1,2 %  | 1,2 %  | 1,3 %  | 1,2%   | 1,2 %  | 1,2 %  | 1,2 %  | 1,1 %  | 1,2 %  | 1,1 %  | 1,1 %  | 1,1 %  |    |
| 18 *  | Gulli                                       | Groupe M6                                                                              | Généraliste jeunesse                         | 18 novembre 2005                       | 0,8 %  | 1,5 %  | 1,8 %  | 2,2 %  | 2,1 %  | 1,9 %  | 1,7 %  | 1,8 %  | 1,6 %  | 1,6 %  | 1,6 %  | 1,7 %  | 1,4 %  | 1,3 %  | 1,2 %  | 1,2 %  |    |
| 19 *  | France Ô                                    | France Télévisions                                                                     | Généraliste Outre-Mer                        | 14 juillet 2010                        | 0,5 %  | 0,5 %  | 0,5 %  | 0,5 %  | 0,5 %  | 0,5 %  | 0,5 %  | 0,6 %  | 0,8 %  | 0,6 %  | NC     | NC     | NC     | NC     | NC     | NC     |    |
| 20    | TF1 Séries Films HD1                        | Groupe TF1                                                                             | Généraliste dédiée à la fiction et aux films | 12 décembre 2012                       | NC     | NC     | NC     | NC     | NC     | NC     | 0,6 %  | 0,9 %  | 1,2 %  | 1,8 %  | 1,9 %  | 1,8 %  | 1,8 %  | 1,8 %  | 1,9 %  | 1,7 %  |    |
| 21    | L'Équipe L’Équipe 21 L'Équipe TV            | Groupe Amaury                                                                          | Sport                                        | 12 décembre 2012                       | NC     | NC     | NC     | NC     | NC     | NC     | 0,2 %  | 0,4 %  | 0,6 %  | 0,9 %  | 1,1 %  | 1,2 %  | 1,4 %  | 1,3 %  | 1,5 %  | 1,6%   |    |
| 22    | 6ter                                        | Groupe M6                                                                              | Généraliste familiale                        | 12 décembre 2012                       | NC     | NC     | NC     | NC     | NC     | NC     | 0,5 %  | 0,7 %  | 1,1 %  | 1,4 %  | 1,7 %  | 1,6 %  | 1,7 %  | 1,7 %  | 1,5 %  | 1,6 %  |    |
| 23*   | RMC Story Numéro 23                         | NextRadioTV                                                                            | Généraliste dédié à la diversité             | 12 décembre 2012                       | NC     | NC     | NC     | NC     | NC     | NC     | 0,3 %  | 0,5 %  | 0,6 %  | 0,8 %  | 1,2 %  | 1,4 %  | 1,3 %  | 1,5 %  | 1,6 %  | 1,9 %  |    |
| 24    | RMC Découverte                              | NextRadioTV                                                                            | Documentaires                                | 12 décembre 2012                       | NC     | NC     | NC     | NC     | NC     | NC     | 0,5 %  | 1,0 %  | 1,3 %  | 1,8 %  | 2,1 %  | 2,2 %  | 2,3 %  | 2,3 %  | 2,0 %  | 1,9 %  |    |
| 25    | Chérie 25                                   | NRJ Group                                                                              | Généraliste féminine                         | 12 décembre 2012                       | NC     | NC     | NC     | NC     | NC     | NC     | 0,2 %  | 0,3 %  | 0,7 %  | 1,1 %  | 1,1 %  | 1,1 %  | 1,1 %  | 1,1 %  | 1,2 %  | 1,3 %  |    |
| 26    | LCI (SDTV)                                  | Groupe TF1                                                                             | Information en continu                       | 5 avril 2016                           | NC     | NC     | NC     | NC     | NC     | NC     | NC     | NC     | NC     | 0,3 %  | 0,6 %  | 0,7 %  | 1,0 %  | 1,2 %  | 1,1 %  | 1,7 %  |    |
| 27*   | franceinfo                                  | France Télévisions Radio France France Médias Monde Institut national de l'audiovisuel | Information en continu                       | 1er septembre 2016                     | NC     | NC     | NC     | NC     | NC     | NC     | NC     | NC     | NC     | NC     | 0,3 %  | 0,4 %  | 0,5 %  | 0,7 %  | 0,7 %  | 0,9 %  |    |

Notes :
- † Les chaînes TF1, France 2, France 3, Canal+ et M6 étaient antérieurement diffusées en analogique hertzien, elles ont conservé leur numéro de canal
- ‡ Les chaînes France 5 et Arte étaient antérieurement diffusées en analogique hertzien, elles se partageaient le cinquième canal
- Canal+ : La chaîne est payante avec des plages en clair
- Arte : La chaîne est détenue par Arte France et Arte Deutschland
- C8 : La chaîne la plus sanctionnée par l'Autorité de régulation de la communication audiovisuelle et numérique perd sa fréquence sur la TNT et cessera de diffuser le 28 février 2025.
- TMC : La chaîne était détenue par la principauté de Monaco et AB Groupe, elle a été rachetée par le groupe TF1
- TFX : La chaîne était détenue par AB Groupe, elle a été rachetée par le groupe TF1 en juin 2009
- NRJ 12 : La chaîne de télévision généraliste du groupe NRJ perd sa fréquence sur la TNT par l'Arcom et cessera de diffuser le 28 février 2025.
- La Chaîne parlementaire : Canal partagé entre les chaînes publiques LCP-AN (Assemblée nationale) et Public Sénat (Sénat) ; il ne figure pas dans les résultats d’audience
- Gulli : La chaîne était initialement détenue par Lagardère Active et France Télévisions, elle a été rachetée par le groupe M6
- France Ô : La chaîne était diffusée sur la TNT en Île-de-France depuis le 24 septembre 2007 ; elle figure dans les résultats d’audience depuis septembre 2014. La chaine cessera de diffuser en août 2020 et le canal sera temporairement utilisé pour diffuser les programmes de Culturebox en 2021 avant de basculer sur le canal de France 4.
- RMC Story : Le groupe NextRadioTV détient une participation de 100 % dans la chaîne
- LCI : La chaîne était diffusée sur la TNT payante de 2005 à 2016
- France Info : La chaîne est détenue par les groupes audiovisuels publics (France Télévisions, Radio France, France Médias Monde et Institut national de l'audiovisuel)

| Canaux  | Types de chaînes | Description                                                        | 2007   | 2008   | 2009   | 2010   | 2011   | 2012   | 2013   | 2014   | 2015   | 2016   | 2017   | 2018   | 2019   | 2020   | 2021   |    |
| ------- | ---------------- | ------------------------------------------------------------------ | ------ | ------ | ------ | ------ | ------ | ------ | ------ | ------ | ------ | ------ | ------ | ------ | ------ | ------ | ------ | -- |
| 1 à 7   | Historiques      | Chaînes antérieurement diffusées en analogique                     | 82,9 % | 77 %   | 73,3 % | 69,6 % | 67 %   | 66,7 % | 65 %   | 64,3 % | 63 %   | 60,4 % | 55,6 % | 59,3 % | 59,1 % | 60,9 % | 60,2 % |    |
| 8 à 18  | TNT 2005         | Chaînes diffusées sur la TNT depuis 2005                           | 5,5 %  | 10,4 % | 14 %   | 18,2 % | 21,4 % | 22,2 % | 21,9 % | 21,2 % | 21,6 % | 21,1 % | 21,2 % | 19,7 % | 19,1 % | 19 %   | 18,8 % |    |
| 20 à 25 | TNT HD           | Chaînes diffusées en HD sur la TNT 2012                            | NC     | NC     | NC     | NC     | NC     | NC     | 2,3 %  | 3,8 %  | 5,5 %  | 7,8 %  | 9,1 %  | 9 %    | 8,5 %  | 9,4 %  | 9,7 %  |    |
|         | Autres chaînes   | Chaînes locales, étrangères, câble, satellite, ADSL et TNT payante | 11,6 % | 12,6 % | 12,7 % | 12,2 % | 11,6 % | 11,1 % | 10,8 % | 10,7 % | 9,9 %  | NC     | NC     | NC     | NC     | NC     | NC     | NC |

#### Audience par groupe depuis 2007
| Groupes            | Chaînes                                                                     | 2007   | 2008   | 2009   | 2010   | 2011   | 2012   | 2013   | 2014   | 2015   | 2016   | 2017   | 2018   | 2019   | 2020   |
| ------------------ | --------------------------------------------------------------------------- | ------ | ------ | ------ | ------ | ------ | ------ | ------ | ------ | ------ | ------ | ------ | ------ | ------ | ------ |
| France Télévisions | France 2, France 3, France 5, France 4, Culturebox, France Ô et France Info | 35,9 % | 34,7 % | 32,7 % | 31,6 % | 29,9 % | 30,2 % | 28,6 % | 28,8 % | 29,2 % | 28,6 % | 28,4 % | 28,4 % | 28,9 % | 28,9 % |
| Groupe TF1         | TF1, TMC, TFX, TF1 Séries Films et LCI                                      | 32,5 % | 30,3 % | 30,1 % | 29,4 % | 29,1 % | 28,4 % | 28,9 % | 28,7 % | 27,7 % | 27,4 % | 27,7 % | 27,6 % | 27,2 % | 26,8 % |
| Groupe Canal+      | Canal+, C8, CNews et CStar                                                  | 4,3 %  | 4,8 %  | 5,7 %  | 6,8 %  | 7,4 %  | 7,2 %  | 8,1 %  | 8,0 %  | 8,2 %  | 7,2 %  | 5,1 %  | 4,8 %  | 4,9 %  | 6,3 %  |
| Groupe M6          | M6, W9, 6ter et Gulli                                                       | 12,4 % | 12,8 % | 13,3 % | 13,4 % | 14,2 % | 14,4 % | 14,0 % | 13,4 % | 13,6 % | 14,1 % | 13,8 % | 13,3 % | 14,5 % | 14,6 % |
| Autres groupes     | NRJ Group, Altice Média, L'Équipe                                           | 1,4 %  | 2,9 %  | 4,0 %  | 5,0 %  | 5,8 %  | 6,1 %  | 7,0 %  | 7,9 %  | 8,8 %  | 8,4 %  |        |        |        |        |

Notes :
- Les chaînes publiques Arte et La Chaîne parlementaire (non mesurée) ne sont pas reprises dans ce tableau.
- L’audience du groupe TF1 comprend les chaînes qui ont été rachetées à AB Groupe en juin 2009.
- L’audience du groupe Canal+ comprend les chaînes qui ont été rachetées à groupe Bolloré en 2012.
- L'audience du groupe M6 comprend la chaîne qui a été rachetée à Lagardère Active en 2019.
- Les autres groupes privés se sont regroupés en Association des chaînes indépendantes en 2014.

## Meilleures audiences par chaîne

### Meilleure audience historique par chaîne
Les meilleurs résultats d'audiences des chaines sont indiqués. [réf. souhaitée]
| Chaîne                  | Date       | Type         | Programme                                                                | Téléspectateurs | Part   |
| ----------------------- | ---------- | ------------ | ------------------------------------------------------------------------ | --------------- | ------ |
| TF1                     | 18/12/2022 | Sport        | Football : finale Coupe du monde 2022 (Argentine/France)                 | 24 080 000      | 81 %   |
| France 2                | 26/07/2024 | Sport        | JO Paris 2024 : Cérémonie d'ouverture                                    | 23 240 000      | 83,1 % |
| France 3                | 25/06/2004 | Sport        | Football : Euro 2004 (France/Grèce)                                      | 14 900 000      | 60,7 % |
| Canal+                  | 24/02/2012 | Magazine     | 37e Nuit des César                                                       | 4 010 000       | 18,0 % |
| France 5                | 20/12/2023 | Magazine     | C à vous (interview d'Emmanuel Macron)                                   | 2 870 000       | 16,4 % |
| M6                      | 10/07/2016 | Sport        | Football : finale Euro 2016 (Portugal/France)                            | 20 827 000      | 72,9 % |
| Arte                    | 01/05/2000 | Film         | Marius et Jeannette                                                      | 3 860 000       | 17,7 % |
| W9                      | 03/05/2018 | Sport        | Football : Ligue Europa (Red Bull Salzbourg/Olympique de Marseille)      | 4 675 000       | 22,8 % |
| TMC                     | 24/01/2017 | Sport        | Handball : Championnat du monde de handball masculin 2017 (France/Suède) | 4 700 000       | 18 %   |
| TFX                     | 19/04/2012 | Film         | La Mort dans la peau                                                     | 1 844 000       | 7,0 %  |
| La Chaîne parlementaire | 05/10/2011 | Magazine     | Ça vous regarde (Primaire socialiste)                                    | 3 600 000       | 12,3 % |
| France 4                | 08/02/2014 | Sport        | Jeux olympiques d'hiver Sochi 2014 (Ski acrobatique)                     | 2 266 000       | 11,8 % |
| BFM TV                  | 04/04/2017 | Débat        | Présidentielle 2017, premier tour                                        | 5 500 000       | 28,0 % |
| CNews                   | 6/05/2021  | Émission     | L'Heure des Pros 2 (interview de Michel Sardou)                          | 1 100 000       | 3,2% % |
| CStar                   | 15/05/2013 | Téléfilm     | Indestructible                                                           | 990 000         | 3,6 %  |
| Gulli                   | 23/02/2012 | Film         | La Guerre des boutons                                                    | 1 649 000       | 5,8 %  |
| TF1 Séries Films        | 26/04/2021 | Série        | Commissaire Moulin                                                       | 1 433 000       | 5,4 %  |
| La Chaîne L'Équipe      | 17/10/2022 | Sport        | Cérémonie du Ballon d'or 2022                                            | 2 010 000       | 8,5 %  |
| 6ter                    | 16/04/2019 | Film         | La Belle et le Clochard                                                  | 1 068 000       | 4,5 %  |
| RMC Story               | 29/05/2021 | Sport        | Finale de la Ligue des Champions : Manchester City - Chelsea             | 2 408 000       | 11,1%  |
| RMC Découverte          | 18/03/2015 | Documentaire | Top Gear France                                                          | 926 000         | 3,6 %  |
| Chérie 25               | 05/12/2024 | Film         | Wind River                                                               | 1 021 000       | 5,8 %  |
| LCI                     | 10/03/2022 | Information  | Le Face-à-Face : Éric Zemmour et Valérie Pécresse                        | 1 100 000       | 4,7 %  |

### Meilleure audience par année selon les chaînes

#### Année 2005
| Chaîne   | Date       | Type           | Programme                                               | Téléspectateurs | Taux   | Part   |
| -------- | ---------- | -------------- | ------------------------------------------------------- | --------------- | ------ | ------ |
| TF1      | 12/10/2005 | Sport          | Football : Éliminatoires Coupe du monde (France/Chypre) | 13 300 000      | 24,2 % | 50,4 % |
| France 2 | 20/02/2005 | Film           | Ocean's Eleven                                          | 8 800 000       | 16,0 % | 32,5 % |
| France 3 | 11/01/2005 | Documentaire   | Homo sapiens                                            | 8 200 000       | 14,9 % | 30,4 % |
| Canal+   | 26/02/2005 | Divertissement | 30e Nuit des César                                      | 3 350 000       | 6,1 %  | 15,8 % |
| France 5 | 07/11/2005 | Magazine       | C dans l'air                                            | 2 300 000       | 4,2 %  | 16,7 % |
| M6       | 09/05/2005 | Film           | Star Wars, épisode I : La Menace fantôme                | 6 800 000       | 12,4 % | 29,4 % |
| Arte     | 26/01/2005 | Feuilleton     | Holocauste (Partie 3 - La solution finale)              | 3 100 000       | 5,6 %  | 12,1 % |

#### Année 2006
| Chaîne   | Date       | Type         | Programme                                         | Téléspectateurs | Taux   | Part   |
| -------- | ---------- | ------------ | ------------------------------------------------- | --------------- | ------ | ------ |
| TF1      | 05/07/2006 | Sport        | Football : Coupe du monde (Portugal/France)       | 22 200 000      | 39,6 % | 76,7 % |
| France 2 | 25/04/2006 | Film         | Les Choristes                                     | 11 500 000      | 20,5 % | 42,7 % |
| France 3 | 10/01/2006 | Téléfilm     | Louis la Brocante (Louis et le Mystère du viager) | 9 150 000       | 16,3 % | 34,5 % |
| Canal+   | 12/07/2006 | Exceptionnel | Interview de Zinédine Zidane                      | 3 800 000       | 6,8 %  | 24,4 % |
| France 5 | 10/12/2006 | Magazine     | Ripostes (Spécial Nicolas Sarkozy)                | 2 250 000       | 4,0 %  | 14,1 % |
| M6       | 08/11/2006 | Série        | Prison Break (Chasse à l’homme)                   | 7 500 000       | 13,4 % | 30,7 % |
| Arte     | 05/11/2006 | Film         | Croc-Blanc                                        | 2 350 000       | 4,2 %  | 8,8 %  |

#### Année 2007
| Chaîne   | Date       | Type     | Programme                                       | Téléspectateurs | Taux   | Part   |
| -------- | ---------- | -------- | ----------------------------------------------- | --------------- | ------ | ------ |
| TF1      | 13/10/2007 | Sport    | Rugby : Coupe du monde (Angleterre/France)      | 18 300 000      | 32,3 % | 67,4 % |
| France 2 | 06/03/2007 | Téléfilm | Chez Maupassant (Histoire d’une fille de ferme) | 8 500 000       | 15,0 % | 31,6 % |
| France 3 | 31/01/2007 | Sport    | Football : Coupe de France (Marseille/Lyon)     | 7 300 000       | 12,9 % | 29,7 % |
| Canal+   | 08/03/2007 | Humour   | Les Guignols de l'info                          | 3 650 000       | 6,4 %  | 14,8 % |
| France 5 | 27/11/2007 | Magazine | C dans l’air (Banlieue : ça recommence)         | 2 100 000       | 3,7 %  | 16,0 % |
| M6       | 16/11/2007 | Série    | NCIS : Enquêtes spéciales (L’Esprit de famille) | 7 100 000       | 12,5 % | 26,7 % |
| Arte     | 17/06/2007 | Film     | Mississippi Burning                             | 2 150 000       | 3,8 %  | 9,1 %  |

#### Année 2008
| Chaîne   | Date       | Type       | Programme                            | Téléspectateurs | Taux   | Part   |
| -------- | ---------- | ---------- | ------------------------------------ | --------------- | ------ | ------ |
| TF1      | 13/06/2008 | Sport      | Football : Euro 2008 Pays-Bas/France | 12 678 000      | 22,1 % | 52,0 % |
| France 2 | 26/10/2008 | Film       | Camping                              | 8 240 000       | 14,4 % | 31,4 % |
| France 3 | 17/11/2008 | Feuilleton | Plus belle la vie                    | 6 789 000       | 11,9 % | 24,9 % |
| Canal+   | 20/10/2008 | Humour     | Les Guignols de l'info               | 3 162 000       | 5,5 %  | 13,1 % |
| France 5 | 08/01/2008 | Magazine   | C dans l’air (Sarko refait le monde) | 2 027 000       | 3,6 %  | 15,3 % |
| M6       | 17/06/2008 | Sport      | Football : Euro 2008 (France/Italie) | 13 232 000      | 23,1 % | 47,8 % |
| Arte     | 27/01/2008 | Film       | Le Journal d'une femme de chambre    | 1 994 000       | 3,5 %  | 8,0 %  |

#### Année 2009
| Chaîne   | Date       | Type         | Programme                                                                | Téléspectateurs | Taux   | Part   |
| -------- | ---------- | ------------ | ------------------------------------------------------------------------ | --------------- | ------ | ------ |
| TF1      | 06/03/2009 | Variétés     | Les Enfoirés font leur cinéma (Les Restos du Cœur 2009)                  | 12 295 000      | 21,5 % | 53,1 % |
| France 2 | 05/06/2009 | Documentaire | Home                                                                     | 8 301 000       | 14,3 % | 33,0 % |
| France 3 | 29/12/2008 | Feuilleton   | Plus belle la vie                                                        | 6 471 000       | 11,3 % | 24,6 % |
| Canal+   | 16/03/2009 | Magazine     | Le Grand Journal Canal+ La suite (Yves Lecoq - Nicolas Canteloup)        | 3 157 000       | 5,5 %  | 12,2 % |
| France 5 | 29/01/2009 | Magazine     | C dans l’air (Mobilisation, mais pour quel mobile ?)                     | 1 627 000       | 2,8 %  | 12,0 % |
| M6       | 14/11/2009 | Sport        | Football : Éliminatoires Coupe du monde (Irlande/France - Barrage aller) | 8 172 000       | 14,1 % | 35,1 % |
| Arte     | 20/03/2009 | Film         | La Journée de la jupe                                                    | 2 245 000       | 3,9 %  | 9,6 %  |
| W9       | 27/10/2009 | Film         | Astérix et les Vikings                                                   | 1 529 000       | 2,6 %  | 5,6 %  |

#### Année 2010
| Chaîne   | Date       | Type     | Programme                                                                 | Téléspectateurs | Taux   | Part   |
| -------- | ---------- | -------- | ------------------------------------------------------------------------- | --------------- | ------ | ------ |
| TF1      | 17/06/2010 | Sport    | Football : Coupe du Monde (France/Mexique)                                | 15 152 000      | 26,0 % | 56,0 % |
| France 2 | 20/03/2010 | Sport    | Rugby : Tournoi des Six Nations (France/Angleterre)                       | 8 304 000       | 14,3 % | 35,2 % |
| France 3 | 27/04/2010 | Film     | Camping                                                                   | 7 067 000       | 12,2 % | 27,4 % |
| Canal+   | 17/11/2010 | Humour   | Les Guignols de l'info                                                    | 2 555 000       | 4,4 %  | 10,3 % |
| France 5 | 20/12/2010 | Magazine | C dans l’air (Demain, c’est l’hiver !)                                    | 2 022 000       | 3,5 %  | 12,6 % |
| M6       | 07/09/2010 | Sport    | Football : Éliminatoires championnat d’Europe (Bosnie-Herzégovine/France) | 8 088 000       | 13,9 % | 32,2 % |
| Arte     | 20/12/2010 | Film     | Ridicule                                                                  | 1 629 000       | 2,8 %  | 5,8 %  |
| W9       | 23/12/2010 | Film     | Star Wars, épisode III : La Revanche des Sith                             | 1 963 000       | 3,4 %  | 8,3 %  |
| TMC      | 16/12/2010 | Film     | L’Âge de glace 2                                                          | 1 698 000       | 2,9 %  | 6,3 %  |
| France 4 | 26/10/2010 | Sport    | Football : Coupe de la Ligue (Saint-Étienne/Bordeaux)                     | 1 827 000       | 3,1 %  | 7,0 %  |
| Gulli    | 09/03/2010 | Film     | Le Petit Monde de Charlotte                                               | 969 000         | 1,7 %  | 3,5 %  |

#### Année 2011
| Chaîne   | Date       | Type         | Programme                                                                              | Téléspectateurs | Taux   | Part   |
| -------- | ---------- | ------------ | -------------------------------------------------------------------------------------- | --------------- | ------ | ------ |
| TF1      | 23/10/2011 | Sport        | Rugby : Coupe du monde (France/Nouvelle-Zélande - Finale)                              | 15 389 000      | 26,3 % | 82,3 % |
| France 2 | 01/11/2011 | Documentaire | Rendez-vous en terre inconnue (avec Frédéric Michalak chez les Lo Lo Noirs au Vietnam) | 8 048 000       | 13,7 % | 27,4 % |
| France 3 | 12/12/2011 | Feuilleton   | Plus belle la vie                                                                      | 6 222 000       | 10,6 % | 21,0 % |
| Canal+   | 25/02/2011 | Magazine     | 36e Nuit des César                                                                     | 2 991 000       | 5,1 %  | 14,4 % |
| France 5 | 02/11/2011 | Magazine     | C dans l'air (Faut-il sortir les Grecs ?)                                              | 2 114 000       | 3,6 %  | 14,2 % |
| M6       | 01/09/2011 | Film         | Le Petit Nicolas                                                                       | 7 625 000       | 13,0 % | 30,3 % |
| Arte     | 04/02/2011 | Téléfilm     | Wallander, épisode Meurtriers sans visage                                              | 1 773 000       | 3,0 %  | 7,1 %  |
| Direct 8 | 13/07/2011 | Sport        | Football : Coupe du monde féminine (France/États-Unis)                                 | 2 326 000       | 4,0 %  | 16,7 % |
| W9       | 13/11/2011 | Film         | Une journée en enfer                                                                   | 2 113 000       | 3,6 %  | 8,2 %  |
| TMC      | 30/05/2011 | Film         | L'Arme fatale 4                                                                        | 2 021 000       | 3,5 %  | 8,0 %  |
| NT1      | 05/05/2011 | Film         | Shooter, tireur d'élite                                                                | 1 526 000       | 2,6 %  | 6,3 %  |
| NRJ 12   | 13/12/2011 | Variétés     | Star Academy, 10 ans d'émotion                                                         | 1 590 000       | 2,7 %  | 5,9 %  |
| France 4 | 20/12/2011 | Film         | Alvin et les Chipmunks                                                                 | 2 242 000       | 3,8 %  | 7,7 %  |
| Gulli    | 04/10/2011 | Film         | Garfield 2                                                                             | 1 370 000       | 2,3 %  | 5,1 %  |

#### Année 2012
| Chaîne   | Date       | Type                   | Programme                                                   | Téléspectateurs | Taux   | Part   |
| -------- | ---------- | ---------------------- | ----------------------------------------------------------- | --------------- | ------ | ------ |
| TF1      | 16/03/2012 | Variétés               | Le Bal des Enfoirés (Les Restos du Cœur 2012)               | 13 294 000      | 22,7 % | 53,2 % |
| France 2 | 06/05/2012 | Exceptionnel/Politique | Déclaration du Président de la République (Nicolas Sarkozy) | 11 054 000      | 18,8 % | 35,2 % |
| France 3 | 09/08/2012 | Sport                  | Jeux olympiques Londres 2012 (Athlétisme)                   | 8 837 000       | 15,0 % | 40,9 % |
| Canal+   | 24/02/2012 | Magazine               | La Nuit des César (37e Nuit des César - Édition 2012)       | 4 010 000       | 6,9 %  | 18,0 % |
| France 5 | 30/01/2012 | Magazine               | C dans l’air (Président-Candidat : 2 en 1)                  | 2 172 000       | 3,7 %  | 14,4 % |
| M6       | 19/06/2012 | Sport                  | Football : Euro 2012 (Suède/France)                         | 12 175 000      | 20,7 % | 44,0 % |
| Arte     | 22/05/2012 | Film                   | The Pledge                                                  | 1 737 000       | 2,9 %  | 6,4 %  |
| D8       | 11/12/2012 | Jeu                    | Nouvelle Star (Édition 2012)                                | 1 524 000       | 2,6 %  | 5,7 %  |
| W9       | 17/06/2012 | Film                   | Pretty Woman                                                | 1 871 000       | 3,2 %  | 7,8 %  |
| TMC      | 13/02/2012 | Film                   | The Bodyguard                                               | 2 069 000       | 3,5 %  | 7,5 %  |
| NT1      | 19/04/2012 | Film                   | La Mort dans la peau                                        | 1 844 000       | 3,1 %  | 7,0 %  |
| NRJ 12   | 06/12/2012 | Jeu                    | Star Academy                                                | 1 652 000       | 2,8 %  | 7,1 %  |
| France 4 | 10/06/2012 | Film                   | Sa mère ou moi !                                            | 1 646 000       | 2,8 %  | 6,3 %  |
| Gulli    | 23/02/2012 | Film                   | La Guerre des boutons                                       | 1 649 000       | 2,8 %  | 5,8 %  |

#### Année 2013
| Chaîne   | Date       | Type                   | Programme                                                     | Téléspectateurs | Taux   | Part   |
| -------- | ---------- | ---------------------- | ------------------------------------------------------------- | --------------- | ------ | ------ |
| TF1      | 15/03/2013 | Variétés               | La Boîte à musique des Enfoirés (Les Restos du Cœur 2013)     | 13 604 000      | 23,1 % | 53,7 % |
| France 2 | 28/03/2013 | Exceptionnel/Politique | Déclaration du Président de la République (François Hollande) | 8 036 000       | 13,6 % | 28,8 % |
| France 3 | 29/04/2013 | Feuilleton             | Plus belle la vie                                             | 5 926 000       | 10,0 % | 21,8 % |
| Canal+   | 24/02/2013 | Sport                  | Football : Championnat de France (Avant-Match PSG/Marseille)  | 3 183 000       | 5,4 %  | 10,6 % |
| France 5 | 03/04/2013 | Magazine               | C dans l’air (Cahuzac : La bombe à fragmentation)             | 2 000 000       | 3,4 %  | 15,6 % |
| M6       | 18/01/2013 | Série                  | NCIS : Enquêtes spéciales (Une Solution Radicale)             | 6 602 000       | 11,2 % | 22,4 % |
| Arte     | 02/01/2013 | Film                   | Sleepy Hollow : La Légende du cavalier sans tête              | 1 945 000       | 3,3 %  | 7,0 %  |
| D8       | 11/02/2013 | Film                   | Seven                                                         | 2 096 000       | 3,6 %  | 8,0 %  |
| W9       | 07/01/2013 | Film                   | Arrête-moi si tu peux                                         | 2 099 000       | 3,6 %  | 8,5 %  |
| TMC      | 24/10/2013 | Film                   | Moi, moche et méchant                                         | 2 260 000       | 3,8 %  | 8,3 %  |
| NT1      | 02/05/2013 | Film                   | X-Men : L’Affrontement final                                  | 1 515 000       | 2,6 %  | 5,9 %  |
| NRJ 12   | 21/05/2013 | Film                   | Fast and Furious 4                                            | 1 745 000       | 2,9 %  | 6,5 %  |
| France 4 | 28/10/2013 | Film                   | Thor                                                          | 2 212 000       | 3,7 %  | 8,9 %  |
| D17      | 15/05/2013 | Téléfilm               | Incontrôlable                                                 | 990 000         | 1,7 %  | 3,6 %  |
| Gulli    | 14/05/2013 | Film                   | Planète 51                                                    | 1 216 000       | 2,1 %  | 4,5 %  |

Note : La chaîne D17 fait partie du Médiamat Quotidien depuis le 29 avril 2013

#### Année 2014
| Chaîne         | Date       | Type         | Programme                                                    | Téléspectateurs | Taux   | Part   |
| -------------- | ---------- | ------------ | ------------------------------------------------------------ | --------------- | ------ | ------ |
| TF1            | 04/07/2014 | Sport        | Football : Coupe du Monde (France/Allemagne)                 | 16 919 000      | 28,6 % | 71,8 % |
| France 2       | 21/09/2014 | Information  | Journal de 20 heures (invité Nicolas Sarkozy)                | 8 100 000       | 13,7 % | 31,7 % |
| France 3       | 03/02/2014 | Feuilleton   | Plus belle la vie                                            | 5 763 000       | 9,7 %  | 20,6 % |
| Canal+         | 09/11/2014 | Sport        | Football : Championnat de France (Avant-Match PSG/Marseille) | 3 189 000       | 5,4 %  | 11,3 % |
| France 5       | 13/01/2014 | Magazine     | C dans l’air (Coup de blues à l’Élysée)                      | 2 120 000       | 3,6 %  | 14,5 % |
| M6             | 01/09/2014 | Documentaire | L’amour est dans le pré                                      | 6 217 000       | 10,5 % | 25,3 % |
| Arte           | 23/11/2014 | Film         | Polisse                                                      | 2 701 000       | 4,6 %  | 10,1 % |
| D8             | 03/02/2014 | Film         | Blitz                                                        | 1 816 000       | 3,1 %  | 6,7 %  |
| W9             | 03/04/2014 | Sport        | Football : Ligue Europa (Lyon/Juventus Turin)                | 2 186 000       | 3,7 %  | 8,8 %  |
| TMC            | 17/03/2014 | Film         | Le Transporteur 2                                            | 2 013 000       | 3,4 %  | 7,6 %  |
| NT1            | 15/05/2014 | Film         | X-Men Origins: Wolverine                                     | 1 553 000       | 2,6 %  | 6,4 %  |
| NRJ 12         | 03/04/2014 | Documentaire | Les Anges de la téléréalité 6 : Australia                    | 1 271 000       | 2,1 %  | 9,0 %  |
| France 4       | 08/02/2014 | Sport        | Jeux olympiques d’hiver Sochi 2014 (Ski acrobatique)         | 2 266 000       | 3,8 %  | 11,8 % |
| D17            | 13/03/2014 | Film         | Mission Alcatraz                                             | 771 000         | 1,3 %  | 3,1 %  |
| Gulli          | 04/03/2014 | Film         | Maman, j’ai encore raté l’avion                              | 1 150 000       | 1,9 %  | 4,5 %  |
| France Ô       | 03/11/2014 | Film         | Goldfinger                                                   | 599 000         | 1,0 %  | 2,2 %  |
| HD1            | 23/12/2014 | Série        | Section de recherches : Dernier Acte                         | 713 000         | 1,2 %  | 2,6 %  |
| 6ter           | 14/08/2014 | Film         | Jumanji                                                      | 703 000         | 1,2 %  | 3,7 %  |
| Numéro 23      | 24/08/2014 | Jeu          | Loin du paradis                                              | 375 000         | 0,6 %  | 1,6 %  |
| RMC Découverte | 08/10/2014 | Documentaire | Top Gear : Construire l'impossible                           | 418 000         | 0,7 %  | 1,8 %  |

Note : La chaine France Ô fait partie du Médiamat Quotidien depuis le 1er septembre 2014

#### Année 2015
| Chaîne         | Date       | Type         | Programme                                                 | Téléspectateurs | Part   |
| -------------- | ---------- | ------------ | --------------------------------------------------------- | --------------- | ------ |
| TF1            | 17/10/2015 | Sport        | Rugby : Coupe du Monde (Nouvelle-Zélande/France)          | 12 millions     | 47,9 % |
| France 2       | 08/11/2015 | Film         | Skyfall                                                   | 6,52 millions   | 26,3 % |
| France 3       | 25/02/2015 | Feuilleton   | Plus belle la vie                                         | 5,27 millions   | 20,6 % |
| Canal+         | 05/04/2015 | Sport        | Football : Ligue 1 (Avant-Match PSG/Marseille)            | 3,16 millions   | 12,4 % |
| France 5       | 07/12/2015 | Magazine     | C dans l’air (La gueule de bois)                          | 2,48 millions   | 17,2 % |
| M6             | 21/12/2015 | Film         | Belle et Sébastien                                        | 5,99 millions   | 22,3 % |
| Arte           | 21/09/2015 | Film         | Le Vieil Homme et l'Enfant                                | 1,71 million    | 6,8 %  |
| D8             | 11/10/2015 | Film         | Hunger Games                                              | 2,94 millions   | 12,7 % |
| W9             | 26/06/2015 | Sport        | Football : Coupe du Monde féminine (France/Allemagne)     | 4,12 millions   | 26,2 % |
| TMC            | 30/01/2015 | Sport        | Handball :Championnat du Monde de handball France/Espagne | 3,27 millions   | 14,6 % |
| NT1            | 30/04/2015 | Film         | Men in Black 3                                            | 1,47 million    | 6,3 %  |
| NRJ 12         | 31/03/2015 | Film         | Fast and furious 4                                        | 1,34 million    | 5,5 %  |
| France 4       | 06/12/2015 | Film         | Le jour d'après                                           | 1,71 million    | 6,7 %  |
| D17            | 22/10/2015 | Film         | La Bataille des Ardennes                                  | 0,95 million    | 4,1 %  |
| Gulli          | 01/01/2015 | Téléfilm     | La Reine des neiges                                       | 0,81 million    | 3,2 %  |
| France Ô       | 11/06/2015 | Sport        | Cyclisme : Critérium du Dauphiné                          | 0,75 million    | 9,5 %  |
| HD1            | 01/04/2015 | Série        | Section de recherches (série télévisée)                   | 0,82 million    | 3,1 %  |
| 6ter           | 17/05/2015 | Film         | Iron Man                                                  | 0,85 million    | 3,6 %  |
| Numéro 23      | 24/08/2014 | Film         | Takers                                                    | 0,49 million    | 1,6 %  |
| RMC Découverte | 08/10/2015 | Documentaire | Top Gear France                                           | 0,93 million    | 3,6 %  |

#### Année 2016
| Chaîne         | Date       | Type      | Programme                                                    | Téléspectateurs | Part   |
| -------------- | ---------- | --------- | ------------------------------------------------------------ | --------------- | ------ |
| TF1            | 07/07/2016 | Sport     | Football : Euro 2016 (France/Allemagne)                      | 19,2 millions   | 68,8 % |
| France 2       | 20/01/2016 | Téléfilm  | Flic tout simplement                                         | 6,0 millions    | 24,5 % |
| France 3       | 12/08/2016 | Sport     | Jeux olympiques Rio 2016 (Judo)                              | 5,6 millions    | 31,3 % |
| Canal+         | 26/02/2016 | Evénement | 41e cérémonie des César                                      | 2,1 millions    | 11,9 % |
| France 5       | 25/01/2016 | Magazine  | C dans l'air                                                 | 1,9 million     | 14,0 % |
| M6             | 10/07/2016 | Sport     | Football : Euro 2016 (Portugal/France)                       | 20,8 millions   | 72,9 % |
| Arte           | 05/12/2016 | Film      | Cours sans te retourner                                      | 1,6 million     | 6,3 %  |
| D8             | 28/05/2016 | Sport     | Football : Ligue des Champions (Real Madrid/Atlético Madrid) | 4,2 millions    | 21,1 % |
| W9             | 28/11/2016 | Film      | Evasion                                                      | 1,8 million     | 7,7 %  |
| TMC            | 20/06/2016 | Sport     | Football : Euro 2016 (Slovaquie/Angleterre)                  | 3,5 millions    | 15,2 % |
| NT1            | 17/05/2016 | Film      | Men in Black 3                                               | 1,6 million     | 7,1 %  |
| NRJ12          | 03/01/2016 | Film      | Sleepers                                                     | 1,1 million     | 4,7 %  |
| France 4       | 13/04/2016 | Film      | Iron Man 2                                                   | 1,2 million     | 5,4 %  |
| D17            | 06/01/2016 | Téléfilm  | Walker, Texas Ranger                                         | 0,9 million     | 3,7 %  |
| Gulli          | 22/12/2016 | Film      | Chicken Run                                                  | 0,9 million     | 3,9 %  |
| France Ô       | 28/03/2016 | Film      | Out of Africa                                                | 0,6 million     | 2,9 %  |
| HD1            | 01/11/2016 | Série     | Section de recherches                                        | 1,1 million     | 4,3 %  |
| 6ter           | 05/07/2016 | Film      | X-Men Origins: Wolverine                                     | 0,7 million     | 3,4 %  |
| Numéro 23      | 12/06/2016 | Film      | Maman                                                        | 0,4 million     | 1,8 %  |
| RMC Découverte | 06/01/2016 | Magazine  | Top Gear France                                              | 0,7 million     | 3,0 %  |
| Chérie 25      | 09/06/2016 | Film      | Scènes de crimes                                             | 0,7 million     | 3,5 %  |

## Records par thématique
Le programme de sport le plus suivi de l'histoire de la télévision française est la finale de la Coupe du monde 2022 opposant l'équipe de France emmenée par Kylian Mbappé et l'Argentine de Lionel Messi, qui rassemble 25,1 millions de téléspectateurs sur TF1 et beIN Sports. À 18h53, au moment de la séance de tirs au but à l'issue de laquelle l'Argentine décroche un troisième sacre mondial, TF1 enregistre un pic à 29,4 millions de téléspectateurs. À noter que pour une autre finale de Coupe du monde, France-Croatie en 2018, Médiamétrie comptabilise 26,2 millions de téléspectateurs, mais en intégrant dans ce chiffre une estimation du nombre de personnes ayant suivi le match dans les bars, restaurants et fan-zones. . Une méthode de calcul qui rehausse de 25% l'audience de 20 941 000 téléspectateurs mesurée sans cette donnée.
Le 26 juillet 2024, France 2 réalise la meilleure audience de son histoire avec la cérémonie d'ouverture des Jeux olympiques d'été de 2024, qui lui permet de rassembler en moyenne 23 238 000 téléspectateurs entre 19h26 et 23h30, pour une part d'audience de 83,1%. À J+7, Médiamétrie réévalue cette audience à 24 426 000 téléspectateurs en comptant le replay, ce qui en fait le programme le plus suivi sur une seule et unique chaîne dans l'histoire de la télévision française. Un pic d'audience historique de 31 439 000 Français est même mesuré à 20h24, au moment du passage d'Aya Nakamura chantant sur le pont des Arts aux côtés de la Garde républicaine.
En 2020, pendant la crise du Covid, plusieurs allocutions du président de la République Emmanuel Macron réalisent des résultats d'audience encore jamais observés en France. Trois allocutions réunissent en effet plus de 30 millions de téléspectateurs en cumulé sur plusieurs chaînes : le 16 mars (annonce du confinement de la France), le 13 avril (annonce de la fin du confinement le 11 mai) et le 28 octobre (annonce d'un nouveau confinement). Le 31 mars 2021, lors d'une autre allocution où Emmanuel Macron annonce de nouvelles restrictions face à un rebond de l'épidémie, le cap des 30 millions de téléspectateurs est dépassé pour la quatrième fois.
En 2024, Emmanuel Macron annonce la dissolution de l'assemblée à 21h, ce qui entraîne TF1 à diffuser le match de l'équipe de France de football contre le Canada avec 20 minutes de retard.

### Records d'audience des films
Liste des meilleurs résultats d'audience des films à la télévision entre 1989 et 2014.

## Records par année

### Meilleure audience par année
| \| Meilleure audience par année en milliers de téléspectateurs \| Meilleure audience par année en milliers de téléspectateurs \| Meilleure audience par année en milliers de téléspectateurs \| Meilleure audience par année en milliers de téléspectateurs \| Meilleure audience par année en milliers de téléspectateurs \| \| ----------------------------------------------------------- \| ----------------------------------------------------------- \| ----------------------------------------------------------- \| ----------------------------------------------------------- \| ----------------------------------------------------------- \| \| \| \| \| \| milliers \| \| 1994 \| 1994 \| \| 22000 \| 22000 \| \| 1995 \| 1995 \| \| 12295 \| 12295 \| \| 1996 \| 1996 \| \| 12567 \| 12567 \| \| 1997 \| 1997 \| \| 15019 \| 15019 \| \| 1998 \| 1998 \| \| 20577 \| 20577 \| \| 1999 \| 1999 \| \| 14199 \| 14199 \| \| 2000 \| 2000 \| \| 20279 \| 20279 \| \| 2001 \| 2001 \| \| 11600 \| 11600 \| \| 2002 \| 2002 \| \| 14800 \| 14800 \| \| 2003 \| 2003 \| \| 12200 \| 12200 \| \| 2004 \| 2004 \| \| 15300 \| 15300 \| \| 2005 \| 2005 \| \| 13319 \| 13319 \| \| 2006 \| 2006 \| \| 22199 \| 22199 \| \| 2007 \| 2007 \| \| 18307 \| 18307 \| \| 2008 \| 2008 \| \| 13232 \| 13232 \| \| 2009 \| 2009 \| \| 12295 \| 12295 \| \| 2010 \| 2010 \| \| 15152 \| 15152 \| \| 2011 \| 2011 \| \| 15582 \| 15582 \| \| 2012 \| 2012 \| \| 13294 \| 13294 \| \| 2013 \| 2013 \| \| 13600 \| 13600 \| \| 2014 \| 2014 \| \| 16900 \| 16900 \| \| 2015 \| 2015 \| \| 12040 \| 12040 \| \| 2016 \| 2016 \| \| 20380 \| 20380 \| \| 2017 \| 2017 \| \| 10600 \| 10600 \| \| 2018 \| 2018 \| \| 23000 \| 23000 \| \| 2019 \| 2019 \| \| 10712 \| 10712 \| \| 2020 \| 2020 \| \| 36730 \| 36730 \| \| 2021 \| 2021 \| \| 16344 \| 16344 \| \| 2022 \| 2022 \| \| 24100 \| 24100 \| \| 2023 \| 2023 \| \| 16500 \| 16500 \| |      |  |       |          |
| Meilleure audience par année en milliers de téléspectateurs |      |  |       |          |
| |      |  |       | milliers |
| 1994 | 1994 |  | 22000 | 22000    |
| 1995 | 1995 |  | 12295 | 12295    |
| 1996 | 1996 |  | 12567 | 12567    |
| 1997 | 1997 |  | 15019 | 15019    |
| 1998 | 1998 |  | 20577 | 20577    |
| 1999 | 1999 |  | 14199 | 14199    |
| 2000 | 2000 |  | 20279 | 20279    |
| 2001 | 2001 |  | 11600 | 11600    |
| 2002 | 2002 |  | 14800 | 14800    |
| 2003 | 2003 |  | 12200 | 12200    |
| 2004 | 2004 |  | 15300 | 15300    |
| 2005 | 2005 |  | 13319 | 13319    |
| 2006 | 2006 |  | 22199 | 22199    |
| 2007 | 2007 |  | 18307 | 18307    |
| 2008 | 2008 |  | 13232 | 13232    |
| 2009 | 2009 |  | 12295 | 12295    |
| 2010 | 2010 |  | 15152 | 15152    |
| 2011 | 2011 |  | 15582 | 15582    |
| 2012 | 2012 |  | 13294 | 13294    |
| 2013 | 2013 |  | 13600 | 13600    |
| 2014 | 2014 |  | 16900 | 16900    |
| 2015 | 2015 |  | 12040 | 12040    |
| 2016 | 2016 |  | 20380 | 20380    |
| 2017 | 2017 |  | 10600 | 10600    |
| 2018 | 2018 |  | 23000 | 23000    |
| 2019 | 2019 |  | 10712 | 10712    |
| 2020 | 2020 |  | 36730 | 36730    |
| 2021 | 2021 |  | 16344 | 16344    |
| 2022 | 2022 |  | 24100 | 24100    |
| 2023 | 2023 |  | 16500 | 16500    |

| Année | Chaîne        | Date             | Catégorie | Catégorie      | Programme                                                             | Audience   | PdM    |
| ----- | ------------- | ---------------- | --------- | -------------- | --------------------------------------------------------------------- | ---------- | ------ |
| 2000  | TF1           | 2 juillet 2000   |           | Football       | Euro 2000 • finale France - Italie                                    | 20 279 040 |        |
| 2001  | TF1           | 29 mai 2001      |           | Film           | Le Dîner de cons                                                      | 11 600 000 |        |
| 2002  | TF1           | 18 novembre 2002 |           | Information    | Journal de 20h de Patrick Poivre d'Arvor                              | 14 800 000 |        |
| 2003  | TF1           | 13 octobre 2003  |           | Téléfilm       | L'Affaire Dominici (1/2)                                              | 12 200 000 |        |
| 2004  | TF1           | 21 juin 2004     |           | Football       | Euro 2004 • Suisse - France                                           | 15 300 000 |        |
| 2005  | TF1           | 12 octobre 2005  |           | Football       | Qualifications pour la Coupe du monde 2006 • France - Chypre          | 13 300 000 |        |
| 2006  | TF1           | 5 juillet 2006   |           | Football       | Coupe du monde 2006 • demi-finale Portugal-France                     | 22 200 000 | 76,7 % |
| 2007  | TF1           | 13 juillet 2007  |           | Rugby          | Coupe du monde 2007 • demi-finale Angleterre-France                   | 18 300 000 | 67,4 % |
| 2008  | M6            | 17 juin 2008     |           | Football       | Euro 2008 • phase de poules France - Italie                           | 13 200 000 | 47,8 % |
| 2009  | TF1           | 6 mars 2009      |           | Divertissement | Les Enfoirés (Les Enfoirés font leur cinéma)                          | 12 300 000 | 53,1 % |
| 2010  | TF1           | 17 juin 2010     |           | Football       | Coupe du monde 2010 • phase de poules France-Mexique                  | 15 200 000 | 56,0 % |
| 2011  | TF1           | 23 octobre 2011  |           | Rugby          | Coupe du monde 2011 • finale France-Nouvelle-Zélande                  | 15 400 000 | 82,3 % |
| 2012  | TF1           | 16 mars 2012     |           | Divertissement | Les Enfoirés (Le Bal des Enfoirés)                                    | 13 300 000 | 53,2 % |
| 2013  | TF1           | 19 novembre 2013 |           | Football       | Barrages des éliminatoires de la Coupe du monde 2014 (France-Ukraine) | 13 500 000 | 53,7 % |
| 2014  | TF1           | 4 juillet 2014   |           | Football       | Coupe du monde 2014 • quart de finale France - Allemagne              | 16 900 000 | 72,1 % |
| 2015  | TF1           | 17 octobre 2015  |           | Rugby          | Coupe du monde 2015 • quart de finale France - Nouvelle-Zélande       | 12 200 000 | 47,3 % |
| 2016  | M6            | 10 juillet 2016  |           | Football       | Euro 2016 • finale Portugal - France                                  | 20 800 000 | 72,9 % |
| 2017  | TF1           | 3 mars 2017      |           | Divertissement | Les Enfoirés (Mission Enfoirés)                                       | 10 067 000 | 45,6 % |
| 2018  | TF1, France 2 | 10 décembre 2018 |           | Information    | Allocution du Président de la République                              | 23 000 000 | 81,4 % |
| 2019  | TF1           | 28 juin 2019     |           | Football       | Coupe du monde féminine 2019 • quart de finale France - États-Unis    | 10 712 000 | 50,7 % |
| 2020  | Multiple      | 13 avril 2020    |           | Information    | Allocution du Président de la République                              | 36 730 000 | 94,5 % |
| 2021  | TF1           | 28 juin 2021     |           | Football       | Euro 2020 • huitième de finale France - Suisse                        | 16 344 000 | 50,7 % |
| 2022  | TF1           | 18 décembre 2022 |           | Football       | Coupe du monde 2022 • Finale Argentine - France                       | 24 100 000 | 81 %   |
| 2023  | TF1           | 15 octobre 2023  |           | Rugby          | Coupe du monde 2023 • quart de finale France - Afrique du Sud         | 16 500 000 | 60,8 % |

### Dix meilleures audiences par année

#### Résultats pour l'année 1991
Les dix meilleures audiences de 1991  :
| Rang | Type de programme | Type de programme | Programme                                                                                          | Date       | Audience   | Part de marché | Chaîne |
| ---- | ----------------- | ----------------- | -------------------------------------------------------------------------------------------------- | ---------- | ---------- | -------------- | ------ |
| 1    |                   | Football          | Finale de la Coupe d'Europe des clubs champions: Olympique de Marseille - Etoile Rouge de Belgrade | 29 mai     | 17 544 100 | 68,3%          | TF1    |
| 2    |                   | Film              | Le Grand Bleu                                                                                      | 27 octobre | 14 910 000 | 65,5%          | TF1    |
| 3    |                   | Téléfilm          | Les Mouettes                                                                                       | 28 janvier | 14 810 600 | 59,5 %         | TF1    |
| 4    |                   | Film              | Profs                                                                                              | 28 avril   | 14 661 500 | 59,4 %         | TF1    |
| 5    |                   | Film              | La Cuisine au beurre                                                                               | 21 février | 14 263 900 | 58 %           | TF1    |

#### Résultats pour l'année 1992
Les dix meilleures audiences de 1992  :
| Rang | Type de programme | Type de programme | Programme                                                        | Date        | Audience   | Part de marché | Chaîne |
| ---- | ----------------- | ----------------- | ---------------------------------------------------------------- | ----------- | ---------- | -------------- | ------ |
| 1    |                   | Divertissement    | Le Grand Bluff                                                   | 26 décembre | 17 500 000 | 74%            | TF1    |
| 2    |                   | Film              | L'Ours                                                           | 23 février  | 16 351 300 | 68%            | TF1    |
| 3    |                   | Jeux olympiques   | Albertville 1992 : Cérémonie de clôture                          | 23 février  | 16 053 100 |                | TF1    |
| 4    |                   | Information       | Journal de 20 heures de TF1 (précède la cérémonie d'Albertville) | 23 février  | 15 357 300 | 59,1 %         | TF1    |
| 5    |                   | Jeux olympiques   | Albertville 1992 : Patinage artistique libre dames               | 21 février  | 14 711 200 | 62%            | TF1    |
| 6    |                   | Jeux olympiques   | Albertville 1992 : Patinage artistique libre danse               | 17 février  | 13 766 900 | 53%            | TF1    |
| 7    |                   | Film              | Le Grand Chemin                                                  | 21 avril    | 13 468 700 | 60%            | TF1    |
| 8    |                   | Film              | Les Compères                                                     | 14 avril    | 13 319 600 | 58%            | TF1    |
| 9    |                   | Film              | Crocodile Dundee                                                 | 10 mars     | 13 269 900 | 55%            | TF1    |
| 10   |                   | Information       | Édition spéciale : Catastrophe de Furiani                        | 5 mai       | 12 971 700 |                | TF1    |

#### Résultats pour l'année 1993
Les dix meilleures audiences de 1993  :
| Rang | Type de programme | Type de programme | Programme                                                                     | Date        | Audience   | Part de marché | Chaîne   |
| ---- | ----------------- | ----------------- | ----------------------------------------------------------------------------- | ----------- | ---------- | -------------- | -------- |
| 1    |                   | Football          | Finale de la Ligue des champions de l'UEFA: Olympique de Marseille - Ac Milan | 26 mai      | 16 566 900 | 65,7%          | TF1      |
| 2    |                   | Information       | Journal de 20 heures (Mort de Patrick Roy)                                    | 18 février  | 14 560 350 | 58,2%          | TF1      |
| 3    |                   | Football          | Éliminatoires Coupe du monde 1994: France-Bulgarie                            | 17 novembre | 14 200 200 | 60,8%          | TF1      |
| 4    |                   | Film              | Liaison fatale                                                                | 7 novembre  | 13 274 100 | 58,1%          | TF1      |
| 5    |                   | Film              | Une époque formidable…                                                        | 23 novembre | 13 274 100 | 53,8%          | TF1      |
| 6    |                   | Jeu TV            | Que le meilleur gagne                                                         | 2 janvier   | 13 171 200 | 53%            | France 2 |
| 7    |                   | Film              | Le Solitaire                                                                  | 26 janvier  | 13 016 850 | 53,7%          | TF1      |
| 8    |                   | Film              | Allô maman, ici bébé                                                          | 27 avril    | 12 399 450 | 51,7%          | TF1      |
| 9    |                   | Film              | Les Bronzés font du ski                                                       | 16 novembre | 11 987 850 | 47,6%          | TF1      |
| 10   |                   | Information       | Éliminatoires Coupe du monde 1994 : France-Suède                              | 28 avril    | 11 936 400 | 55,5%          | TF1      |

#### Résultats pour l'année 1994
Les dix meilleures audiences de 1994 :
| Rang | Type de programme | Type de programme | Programme                                              | Date        | Audience   | Part de marché | Chaîne             |
| ---- | ----------------- | ----------------- | ------------------------------------------------------ | ----------- | ---------- | -------------- | ------------------ |
| 1    |                   | Information       | Tous contre le Sida                                    | 7 avril     | 22 000 000 | -              | Toutes les chaines |
| 2    |                   | Jeux olympiques   | Lillehammer 1994 • Patinage artistique libre dames     | 25 février  | 16 618 350 | 62 %           | France 2           |
| 3    |                   | Jeux olympiques   | Lillehammer 1994 • Patinage artistique original dames  | 23 février  | 14 560 350 | 57,2 %         | TF1                |
| 4    |                   | Film              | Pretty Woman                                           | 13 mars     | 14 045 850 | 60,7 %         | TF1                |
| 5    |                   | Film              | Les fugitifs                                           | 24 avril    | 12 811 050 | 54,6 %         | TF1                |
| 6    |                   | Film              | Robin des Bois, prince des voleurs                     | 30 octobre  | 12 656 700 | 58 %           | TF1                |
| 7    |                   | Téléfilm          | Une nounou pas comme les autres                        | 19 janvier  | 12 605 250 | 52,7 %         | France 2           |
| 8    |                   | Film              | L'Opération Corned-Beef                                | 1er mars    | 12 553 800 | 54,2 %         | TF1                |
| 9    |                   | Information       | Journal de 20h (prise d'otages du vol 8969 Air France) | 26 décembre | 12 245 100 | 49,1 %         | TF1                |
| 10   |                   | Film              | Le jour le plus long                                   | 5 juin      | 12 193 650 | 69,5 %         | TF1                |

#### Résultats pour l'année 1995
Les dix meilleures audiences de 1995 :
| Rang | Type de programme | Type de programme | Programme                                | Date        | Audience   | Part de marché | Chaîne   |
| ---- | ----------------- | ----------------- | ---------------------------------------- | ----------- | ---------- | -------------- | -------- |
| 1    |                   | Téléfilm          | Julie Lescaut                            | 27 avril    | 12 295 080 | 54,7 %         | TF1      |
| 2    |                   | Téléfilm          | Navarro                                  | 27 mars     | 12 140 100 | 52 %           | TF1      |
| 3    |                   | Téléfilm          | Navarro                                  | 27 février  | 11 881 800 | 51 %           | TF1      |
| 4    |                   | Information       | Journal de 20h de Patrick Poivre d'Arvor | 30 janvier  | 11 830 140 | 47,6 %         | TF1      |
| 5    |                   | Téléfilm          | Julie Lescaut                            | 23 novembre | 11 778 480 | 50,3 %         | TF1      |
| 6    |                   | Téléfilm          | Une nana pas comme les autres            | 12 avril    | 11 726 820 | 51,7 %         | France 2 |
| 7    |                   | Film              | L'Arme fatale 3                          | 19 novembre | 11 313 540 | 50,7 %         | TF1      |
| 8    |                   | Téléfilm          | Columbo                                  | 13 novembre | 11 158 560 | 49,2 %         | TF1      |
| 9    |                   | Téléfilm          | L'instit                                 | 29 novembre | 11 158 560 | 48,5 %         | France 2 |
| 10   |                   | Magazine          | Face à la Une                            | 7 mars      | 11 003 580 | 44,8 %         | TF1      |

#### Résultats pour l'année 1996
Les dix meilleures audiences de 1996 :
| Rang | Type de programme | Type de programme | Programme                                                        | Date         | Audience   | Part de marché | Chaîne   |
| ---- | ----------------- | ----------------- | ---------------------------------------------------------------- | ------------ | ---------- | -------------- | -------- |
| 1    |                   | Film              | Sister Act                                                       | 19 mars      | 12 567 060 | 51,1 %         | TF1      |
| 2    |                   | Téléfilm          | Julie Lescaut                                                    | 29 février   | 11 840 040 | 51,6 %         | TF1      |
| 3    |                   | Film              | Bodyguard                                                        | 14 avril     | 11 580 390 | 52 %           | TF1      |
| 4    |                   | Téléfilm          | Une femme d'honneur                                              | 21 novembre  | 11 528 460 | 53,6 %         | TF1      |
| 5    |                   | Film              | Le Flic de Beverly Hills 2                                       | 21 janvier   | 11 476 530 | 48 %           | TF1      |
| 6    |                   | Film              | Les Visiteurs                                                    | 1er avril    | 11 320 740 |                | France 3 |
| 7    |                   | Divertissement    | Miss France 1997                                                 | 13 décembre  | 11 320 740 | 53,3 %         | TF1      |
| 8    |                   | Téléfilm          | Julie Lescaut                                                    | 25 avril     | 11 268 810 |                | TF1      |
| 9    |                   | Football          | Finale de la Coupe d'Europe des vainqueurs de coupe : PSG-Vienne | 15 mai       | 10 957 230 | 48,4 %         | TF1      |
| 10   |                   | Film              | Pretty Woman                                                     | 29 septembre | 10 853 370 | 48,3 %         | TF1      |

#### Résultats pour l'année 1997
Les dix meilleures audiences de 1997 :
| Rang | Type de programme | Type de programme | Programme                                                               | Date        | Audience   | Part de marché | Chaîne |
| ---- | ----------------- | ----------------- | ----------------------------------------------------------------------- | ----------- | ---------- | -------------- | ------ |
| 1    |                   | Information       | Journal de 20h de Patrick Poivre d'Arvor (grève sur France Télévisions) | 2 décembre  | 15 019 330 | 61,9 %         | TF1    |
| 2    |                   | Téléfilm          | Navarro                                                                 | 11 décembre | 12 472 800 | 54,8 %         | TF1    |
| 3    |                   | Divertissement    | Miss France 1998                                                        | 13 décembre | 12 316 890 | 56,8 %         | TF1    |
| 4    |                   | Film              | Un indien dans la ville                                                 | 21 octobre  | 12 160 980 | 49,3 %         | TF1    |
| 5    |                   | Film              | Le Flic de Beverly Hills 3                                              | 18 novembre | 11 953 100 | 48 %           | TF1    |
| 6    |                   | Film              | Sister Act 2                                                            | 4 novembre  | 11 849 160 | 48 %           | TF1    |
| 7    |                   | Film              | Léon                                                                    | 16 novembre | 11 797 190 | 49,9 %         | TF1    |
| 8    |                   | Téléfilm          | Une femme d'honneur                                                     | 30 octobre  | 11 381 430 | 47,2 %         | TF1    |
| 9    |                   | Téléfilm          | Julie Lescaut                                                           | 17 avril    | 11 225 520 | 51,4 %         | TF1    |
| 10   |                   | Film              | Gazon maudit                                                            | 7 octobre   | 11 173 550 | 47,6 %         | TF1    |

#### Résultats pour l'année 1998
Les dix meilleures audiences de 1998:
| Rang | Type de programme | Type de programme | Programme                                    | Date         | Audience   | Chaîne   |
| ---- | ----------------- | ----------------- | -------------------------------------------- | ------------ | ---------- | -------- |
| 1    |                   | Football          | Coupe du monde : finale France-Brésil        | 12 juillet   | 20 577 480 | TF1      |
| 2    |                   | Football          | Coupe du monde : Remise de la coupe          | 12 juillet   | 19 844 440 | TF1      |
| 3    |                   | Football          | Coupe du monde : demi-finale France-Croatie  | 8 juillet    | 17 697 680 | TF1      |
| 4    |                   | Football          | Coupe du monde : match France-Afrique du Sud | 12 juin      | 13 508 880 | France 3 |
| 5    |                   | Football          | Coupe du monde : demi-finale Brésil-Pays-Bas | 7 juillet    | 13 037 640 | France 2 |
| 6    |                   | Film              | Madame Doubtfire                             | 17 mars      | 13 037 640 | TF1      |
| 7    |                   | Téléfilm          | Le Comte de Monte-Cristo (4/4)               | 28 septembre | 12 828 200 | TF1      |
| 8    |                   | Film              | Les Trois Frères                             | 24 mars      | 12 723 480 | TF1      |
| 9    |                   | Téléfilm          | Un amour de cousine                          | 21 décembre  | 12 671 120 | TF1      |
| 10   |                   | Divertissement    | Miss France 1999                             | 12 décembre  | 12 304 600 | TF1      |

#### Résultats pour l'année 1999
Les dix meilleures audiences de 1999:
| Rang | Type de programme | Type de programme | Programme                                     | Date        | Audience   | Chaîne |
| ---- | ----------------- | ----------------- | --------------------------------------------- | ----------- | ---------- | ------ |
| 1    |                   | Rugby             | Coupe du monde : finale France-Australie      | 6 novembre  | 14 199 300 | TF1    |
| 2    |                   | Information       | Journal de 20h (grève à France Télévisions)   | 19 novembre | 13 831 170 | TF1    |
| 3    |                   | Rugby             | Coupe du monde : remise de la Coupe           | 6 novembre  | 12 884 550 | TF1    |
| 4    |                   | Téléfilm          | Julie Lescaut : L'Affaire Darzac              | 28 octobre  | 11 937 930 | TF1    |
| 5    |                   | Film              | Pretty Woman                                  | 21 février  | 11 464 620 | TF1    |
| 6    |                   | Téléfilm          | Les Cordier, juge et flic : Le deuxième fils  | 18 novembre | 11 412 030 | TF1    |
| 7    |                   | Football          | Match amical : Angleterre-France              | 10 février  | 11 359 440 | TF1    |
| 8    |                   | Film              | Le Fugitif                                    | 21 novembre | 11 306 850 | TF1    |
| 9    |                   | Téléfilm          | Navarro                                       | 18 mars     | 11 254 260 | TF1    |
| 10   |                   | Football          | Éliminatoires de l'Euro 2000 : France-Arménie | 31 mars     | 11 201 670 | TF1    |

#### Résultats pour l'année 2000
Les dix meilleures audiences de 2000,:
| Rang | Type de programme | Type de programme | Programme                                         | Date         | Audience   | Chaîne   |
| ---- | ----------------- | ----------------- | ------------------------------------------------- | ------------ | ---------- | -------- |
| 1    |                   | Football          | Euro 2000 : finale France - Italie                | 2 juillet    | 20 279 040 | TF1      |
| 2    |                   | Football          | Euro 2000 : demi-finale France - Portugal         | 28 juin      | 17 691 350 | France 2 |
| 3    |                   | Football          | Euro 2000 : quart de finale Espagne - France      | 25 juin      | 14 998 040 | TF1      |
| 4    |                   | Football          | Coupe de France : finale FC Nantes - Calais RUFC  | 7 mai        | 13 466 550 | TF1      |
| 5    |                   | Film              | Taxi                                              | 26 septembre | 12 040 680 | TF1      |
| 6    |                   | Téléfilm          | Julie Lescaut                                     | 17 février   | 11 882 250 | TF1      |
| 7    |                   | Information       | Journal de 20 heures (interview de Lionel Jospin) | 16 mars      | 11 618 200 | TF1      |
| 8    |                   | Football          | Euro 2000 : France - Pays-Bas                     | 21 juin      | 11 512 580 | TF1      |
| 9    |                   | Téléfilm          | Julie Lescaut                                     |              | 11 354 150 | TF1      |
| 10   |                   | Téléfilm          | Julie Lescaut                                     |              | 11 248 530 | TF1      |

#### Résultats pour l'année 2001
Les dix meilleures audiences de 2001:
| Rang | Type de programme | Type de programme | Programme                                                                       | Date         | Audience   | Chaîne |
| ---- | ----------------- | ----------------- | ------------------------------------------------------------------------------- | ------------ | ---------- | ------ |
| 1    |                   | Film              | Le Dîner de cons                                                                | 29 mai       | 11 600 000 | TF1    |
| 2    |                   | Téléfilm          | Julie Lescaut                                                                   | 8 février    | 11 400 000 | TF1    |
| 3    |                   | Téléfilm          | Julie Lescaut                                                                   | 15 mars      | 11 300 000 | TF1    |
| 4    |                   | Téléfilm          | Une femme d'honneur                                                             | 25 janvier   | 11 300 000 | TF1    |
| 5    |                   | Information       | Journal de 20 heures (édition spéciale à la suite des attentats aux États-Unis) | 11 septembre | 11 300 000 | TF1    |
| 6    |                   | Téléfilm          | Navarro                                                                         | 1er février  | 11 100 000 | TF1    |
| 7    |                   | Téléfilm          | Julie Lescaut                                                                   | 12 avril     | 10 900 000 | TF1    |
| 8    |                   | Téléfilm          | Julie Lescaut                                                                   | 11 janvier   | 10 800 000 | TF1    |
| 9    |                   | Téléfilm          | Une femme d'honneur                                                             | 18 mars      | 10 600 000 | TF1    |
| 10   |                   | Football          | France - Portugal                                                               | 25 avril     | 10 600 000 | TF1    |

#### Résultats pour l'année 2002
Les dix meilleures audiences de 2002:
| Rang | Type de programme | Type de programme | Programme                                         | Date        | Audience   | Chaîne |
| ---- | ----------------- | ----------------- | ------------------------------------------------- | ----------- | ---------- | ------ |
| 1    |                   | Information       | Journal de 20 heures (grève à France Télévisions) | 18 novembre | 14 800 000 | TF1    |
| 2    |                   | Série TV          | Fabio Montale (1/3)                               | 3 janvier   | 12 500 000 | TF1    |
| 3    |                   | Football          | Coupe du monde : finale Brésil - Allemagne        | 30 juin     | 12 200 000 | TF1    |
| 4    |                   | Divertissement    | Star Académy 1 : la finale                        | 12 janvier  | 11 900 000 | TF1    |
| 5    |                   | Divertissement    | Star Académy 2 : la finale                        | 21 décembre | 11 600 000 | TF1    |
| 6    |                   | Divertissement    | Tous dans le même bateau (Les Enfoirés)           | 22 février  | 11 300 000 | TF1    |
| 7    |                   | Information       | Interview de Jacques Chirac                       | 2 mai       | 11 200 000 | TF1    |
| 8    |                   | Film              | 6 jours, 7 nuits                                  | 17 février  | 11 000 000 | TF1    |
| 9    |                   | Série TV          | Fabio Montale (3/3)                               | 17 janvier  | 10 900 000 | TF1    |
| 10   |                   | Football          | Coupe du monde : France - Uruguay                 | 6 juin      | 10 600 000 | TF1    |

#### Résultats pour l'année 2003
Les dix meilleures audiences de 2003:
| Rang | Type de programme | Type de programme | Programme                                                                    | Date        | Audience   | Chaîne |
| ---- | ----------------- | ----------------- | ---------------------------------------------------------------------------- | ----------- | ---------- | ------ |
| 1    |                   | Téléfilm          | L'Affaire Dominici (1/2)                                                     | 13 octobre  | 12 200 000 | TF1    |
| 2    |                   | Information       | Journal de 20h de Claire Chazal (tempête de neige qui bloque les autoroutes) | 5 janvier   | 12 100 000 | TF1    |
| 3    |                   | Information       | Intervention de Jean-Pierre Raffarin                                         | 3 février   | 11 900 000 | TF1    |
| 4    |                   | Téléfilm          | L'Affaire Dominici (2/2)                                                     | 20 octobre  | 11 700 000 | TF1    |
| 5    |                   | Téléfilm          | Julie Lescaut                                                                | 2 octobre   | 11 600 000 | TF1    |
| 6    |                   | Divertissement    | La Foire aux Enfoirés                                                        | 21 février  | 11 000 000 | TF1    |
| 7    |                   | Téléfilm          | Les Frangines                                                                | 29 octobre  | 10 900 000 | TF1    |
| 8    |                   | Téléfilm          | Julie Lescaut                                                                | 13 novembre | 10 900 000 | TF1    |
| 9    |                   | Série TV          | Les Cordier, juge et flic                                                    | 16 janvier  | 10 800 000 | TF1    |
| 10   |                   | Téléfilm          | Julie Lescaut                                                                | 15 mai      | 10 700 000 | TF1    |

#### Résultats pour l'année 2004
Les dix meilleures audiences de 2004:
| Rang | Type de programme | Type de programme | Programme | Date      | Audience   | Chaîne   |
| ---- | ----------------- | ----------------- | --- | --------- | ---------- | -------- |
| 1    |                   | Football          | Euro 2004 : Suisse - France                                                                                             | 21 juin   | 15 300 000 | TF1      |
| 2    |                   | Football          | Euro 2004 : France - Grèce                                                                                              | 25 juin   | 14 900 000 | France 3 |
| 3    |                   | Football          | Euro 2004 : Croatie - France                                                                                            | 17 juin   | 14 000 000 | France 2 |
| 4    |                   | Football          | Euro 2004 : France - Angleterre                                                                                         | 13 juin   | 13 500 000 | TF1      |
| 5    |                   | Football          | Euro 2004 : finale Portugal - Grèce                                                                                     | 4 juillet | 12 500 000 | France 2 |
| 6    |                   | Film              | Astérix et Obélix : Mission Cléopâtre                                                                                   | 5 octobre | 12 400 000 | TF1      |
| 7    |                   | Film              | Monsieur Batignole | 13 avril  | 12 300 000 | TF1      |
| 8    |                   | Information       | Journal de 20h de Patrick Poivre d'Arvor (interview d'Alain Juppé à la suite de l'affaire des emplois fictifs de Paris) | 3 février | 12 100 000 | TF1      |
| 9    |                   | Football          | Euro 2004 : Portugal - Angleterre                                                                                       | 24 juin   | 11 800 000 | TF1      |
| 10   |                   | Téléfilm          | Julie Lescaut | 25 mars   | 11 500 000 | TF1      |

#### Résultats pour l'année 2005
Les dix meilleures audiences de 2005 :
| Rang | Type de programme | Type de programme | Programme | Date        | Audience   | Part de marché | Chaîne |
| ---- | ----------------- | ----------------- | --- | ----------- | ---------- | -------------- | ------ |
| 1    |                   | Football          | Qualifications pour la Coupe du monde 2006 : France - Chypre                                                             | 12 octobre  | 13 319 680 | 50,4 %         | TF1    |
| 2    |                   | Fiction           | Dolmen (6/6) | 18 juillet  | 12 879 360 | 53,1 %         | TF1    |
| 3    |                   | Information       | Journal de 20h de Patrick Poivre d'Arvor (interview du premier-ministre Dominique de Villepin face aux émeutes urbaines) | 7 novembre  | 12 769 280 | 47,4 %         | TF1    |
| 4    |                   | Fiction           | Dolmen (4/6) | 4 juillet   | 12 108 800 | 49,1 %         | TF1    |
| 5    |                   | Fiction           | Dolmen (1/6) | 13 juin     | 12 108 800 | 48,8 %         | TF1    |
| 6    |                   | Fiction           | Dolmen (5/6) | 11 juillet  | 11 888 360 | 51,1 %         | TF1    |
| 7    |                   | Fiction           | Dolmen (3/6) | 27 juin     | 11 613 440 | 50,5 %         | TF1    |
| 8    |                   | Football          | Qualifications pour la Coupe du monde 2006 : Irlande - France                                                            | 7 septembre | 11 558 400 |                | TF1    |
| 9    |                   | Film              | Le Dîner de cons | 30 janvier  | 11 503 360 |                | TF1    |
| 10   |                   | Fiction           | Dolmen (2/6) | 20 juin     | 11 393 280 | 48,7 %         | TF1    |

#### Résultats pour l'année 2006
Les dix meilleures audience de 2006, :
| Rang | Type de programme | Type de programme | Programme                                           | Date        | Audience   | Part de marché | Chaîne |
| ---- | ----------------- | ----------------- | --------------------------------------------------- | ----------- | ---------- | -------------- | ------ |
| 1    |                   | Football          | Coupe du monde : demi-finale Portugal-France        | 5 juillet   | 22 199 760 | 76,7 %         | TF1    |
| 2    |                   | Football          | Coupe du monde : finale Italie-France               | 9 juillet   | 22 143 700 | 80,3 %         | TF1    |
| 3    |                   | Football          | Coupe du monde : huitième de finale Espagne-France  | 27 juin     | 19 564 940 | 67,9 %         | TF1    |
| 4    |                   | Football          | Coupe du monde : match de poule Togo-France         | 23 juin     | 18 331 620 | 70 %           | TF1    |
| 5    |                   | Football          | Coupe du monde : match de poule France-Corée du Sud | 18 juin     | 18 051 320 | 66,7 %         | TF1    |
| 6    |                   | Football          | Coupe du monde : quart de finale Brésil-France      | 1er juillet | 17 939 200 | 73,1 %         | TF1    |
| 7    |                   | Football          | Coupe du monde : match de poule France-Suisse       | 13 juin     | 14 687 720 | 73 %           | TF1    |
| 8    |                   | Football          | Coupe du monde : remise de la coupe                 | 9 juillet   | 12 557 440 |                | TF1    |
| 9    |                   | Football          | Qualifications pour l'Euro 2008 : France-Italie     | 6 septembre | 12 389 260 |                | TF1    |
| 10   |                   | Film              | Les bronzés font du ski                             | 31 janvier  | 12 389 260 | 43,2 %         | TF1    |

#### Résultats pour l'année 2007
Les dix meilleures audiences de 2007 :
| Rang | Type de programme | Type de programme | Programme                                                               | Date         | Audience   | Part de marché | Chaîne |
| ---- | ----------------- | ----------------- | ----------------------------------------------------------------------- | ------------ | ---------- | -------------- | ------ |
| 1    |                   | Rugby à XV        | Coupe du monde : demi-finale Angleterre-France                          | 13 octobre   | 18 307 640 | 67,4 %         | TF1    |
| 2    |                   | Rugby à XV        | Coupe du monde : quart de finale Nouvelle-Zélande-France                | 6 octobre    | 16 663 920 | 64,9 %         | TF1    |
| 3    |                   | Rugby à XV        | Coupe du monde : match de poule France-Irlande                          | 21 septembre | 14 566 760 | 56,6 %         | TF1    |
| 4    |                   | Rugby à XV        | Coupe du monde : match de poule France-Argentine                        | 7 septembre  | 13 999 960 | 54,4 %         | TF1    |
| 5    |                   | Rugby à XV        | Coupe du monde : petite finale France-Argentine                         | 19 octobre   | 13 036 400 | 50,8 %         | TF1    |
| 6    |                   | Information       | Débat de l'entre-deux tours entre Nicolas Sarkozy et Ségolène Royal     | 2 mai        | 12 979 720 | 46,8 %         | TF1    |
| 7    |                   | Rugby à XV        | Coupe du monde : match de poule France-Namibie                          | 16 septembre | 12 242 880 | 48,5 %         | TF1    |
| 8    |                   | Rugby à XV        | Coupe du monde : finale Angleterre-Afrique du Sud                       | 20 octobre   | 12 186 200 | 50,6 %         | TF1    |
| 9    |                   | Information       | Journal de 20h de Patrick Poivre d'Arvor (Interview de Nicolas Sarkozy) | 29 novembre  | 12 072 840 | 43,2 %         | TF1    |
| 10   |                   | Divertissement    | La caravane des Enfoirés                                                | 2 mars       | 11 716 540 | 50,2 %         | TF1    |

À noter que cette année 2007, TF1 a réalisé l'exploit de décrocher l'intégralité des 100 places de ce palmarès annuel des 100 meilleures audiences, et ce pour la première fois depuis la création du Médiamat.

#### Résultats pour l'année 2008
Les dix meilleures audiences de 2008, :
| Rang | Type de programme | Type de programme | Programme                                     | Date        | Audience   | Part de marché | Chaîne |
| ---- | ----------------- | ----------------- | --------------------------------------------- | ----------- | ---------- | -------------- | ------ |
| 1    |                   | Football          | Euro 2008 : phase de poules France - Italie   | 17 juin     | 13 232 000 | 47,8 %         | M6     |
| 2    |                   | Football          | Euro 2008 : phase de poules Pays-Bas - France | 13 juin     | 12 678 000 | 52 %           | TF1    |
| 3    |                   | Film              | Les Bronzés 3 : Amis pour la vie              | 9 septembre | 11 242 000 | 47,4 %         | TF1    |
| 4    |                   | Football          | Euro 2008 : finale Allemagne - Espagne        | 29 juin     | 11 202 000 | 48,5 %         | TF1    |
| 5    |                   | Divertissement    | Les secrets des Enfoirés                      | 7 mars      | 10 723 000 | 48,6 %         | TF1    |
| 6    |                   | Film              | Les Bronzés font du ski                       | 21 décembre | 10 453 000 | 37 %           | TF1    |
| 7    |                   | Série TV          | Les Experts : Miami                           | 8 janvier   | 10 208 000 | 37,9 %         | TF1    |
| 8    |                   | Information       | Journal de 20h de Claire Chazal               | 13 janvier  | 10 100 000 | 38,6 %         | TF1    |
| 9    |                   | Film              | Astérix et Obélix contre César                | 29 janvier  | 10 009 000 | 39,7 %         | TF1    |
| 10   |                   | Série TV          | Les Experts : Miami                           | 3 décembre  | 9 943 000  | 37,7 %         | TF1    |

À noter que cette année 2008 marque une grande première dans le palmarès des 100 meilleures audiences : M6 est non seulement apparue pour la première fois dans le classement avec deux places grâce à deux matches de l'Euro 2008, mais a surtout réussi à décrocher la meilleure audience de l'année grâce au match France-Italie le 17 juin. L'autre place revient à l'autre match de l'équipe de France de l'Euro 2008, Roumanie-France le 9 juin, classé 13e du palmarès avec 9 617 160 téléspectateurs (54 % de part de marché).
D'autre part, en raison de l'avènement de la TNT, les programmes réunissant plus de 10 millions de téléspectateurs se raréfient : ils ne sont plus que 9 en cette année 2008, contre 33 en 2007, et 45 en 2006.

#### Résultats pour l'année 2009
Les dix meilleures audiences de 2009 :
| Rang | Type de programme | Type de programme | Programme                       | Date        | Audience   | Part de marché | Chaîne |
| ---- | ----------------- | ----------------- | ------------------------------- | ----------- | ---------- | -------------- | ------ |
| 1    |                   | Divertissement    | Les Enfoirés font leur cinéma   | 6 mars      | 12 295 000 | 53,1 %         | TF1    |
| 2    |                   | Football          | France-Irlande                  | 18 novembre | 11 659 000 | 47,3 %         | TF1    |
| 3    |                   | Série TV          | Dr House                        | 25 mars     | 10 169 000 | 38,5 %         | TF1    |
| 4    |                   | Série TV          | Les Experts : Manhattan         | 4 janvier   | 10 118 000 | 35,6 %         | TF1    |
| 5    |                   | Série TV          | Dr House                        | 25 mars     | 10 004 000 | 40,9 %         | TF1    |
| 6    |                   | Série TV          | Les Experts : Manhattan         | 4 janvier   | 9 615 000  | 36,1 %         | TF1    |
| 7    |                   | Information       | Journal de 20h de Claire Chazal | 13 décembre | 9 500 000  | 35,3 %         | TF1    |
| 8    |                   | Série TV          | Dr House                        | 25 février  | 9 500 000  | 37 %           | TF1    |
| 9    |                   | Football          | France-Lituanie                 | 1er avril   | 9 474 000  | 40,2 %         | TF1    |
| 10   |                   | Série TV          | Dr House                        | 4 mars      | 9 459 000  | 36,8 %         | TF1    |

#### Résultats pour l'année 2010
Les dix meilleures audiences de 2010:
| Rang | Type de programme | Type de programme | Programme                                                                                     | Date        | Audience   | Part de marché | Chaîne |
| ---- | ----------------- | ----------------- | --------------------------------------------------------------------------------------------- | ----------- | ---------- | -------------- | ------ |
| 1    |                   | Football          | Coupe du monde : phase de poules France-Mexique                                               | 17 juin     | 15 152 000 | 56,0 %         | TF1    |
| 2    |                   | Football          | Coupe du monde : phase de poules Uruguay-France                                               | 11 juin     | 14 990 000 | 57,0 %         | TF1    |
| 3    |                   | Film              | Bienvenue chez les Ch'tis                                                                     | 28 novembre | 14 396 000 | 51,0 %         | TF1    |
| 4    |                   | Football          | Coupe du monde : finale Pays-Bas-Espagne                                                      | 11 juillet  | 14 110 000 | 63,1 %         | TF1    |
| 5    |                   | Divertissement    | Les Enfoirés... la Crise de Nerfs                                                             | 12 mars     | 11 598 000 | 48,0 %         | TF1    |
| 6    |                   | Football          | Coupe du monde : demi-finale Allemagne-Espagne                                                | 7 juillet   | 11 022 000 | 49,2 %         | TF1    |
| 7    |                   | Information       | Journal de 20 heures (Raymond Domenech dévoile la sélection française pour la coupe du monde) | 11 mai      | 10 400 000 | 41,1 %         | TF1    |
| 8    |                   | Football          | Coupe du monde : remise de la coupe                                                           | 11 juillet  | 10 200 000 | 61,2 %         | TF1    |
| 9    |                   | Film              | Astérix aux Jeux olympiques                                                                   | 24 octobre  | 10 099 000 | 38,4 %         | TF1    |
| 10   |                   | Série TV          | Mentalist                                                                                     | 3 novembre  | 10 050 000 | 37,3 %         | TF1    |

#### Résultats pour l'année 2011
Les dix meilleures audiences de 2011 :
| Rang | Type de programme | Type de programme | Programme                                                             | Date         | Audience   | Part de marché | Chaîne |
| ---- | ----------------- | ----------------- | --------------------------------------------------------------------- | ------------ | ---------- | -------------- | ------ |
| 1    |                   | Rugby à XV        | Coupe du monde : finale France-Nouvelle-Zélande                       | 23 octobre   | 15 382 000 | 82,3 %         | TF1    |
| 2    |                   | Information       | Journal de 20h de Claire Chazal (Interview de Dominique Strauss-Kahn) | 18 septembre | 13 446 000 | 47 %           | TF1    |
| 3    |                   | Divertissement    | Dans l'œil des Enfoirés                                               | 11 mars      | 12 060 000 | 49,6 %         | TF1    |
| 4    |                   | Série TV          | Mentalist                                                             | 31 août      | 10 071 000 | 39,8 %         | TF1    |
| 5    |                   | Série TV          | Mentalist                                                             | 12 octobre   | 9 875 000  | 35,8 %         | TF1    |
| 6    |                   | Série TV          | Mentalist                                                             | 5 octobre    | 9 840 000  | 36,3 %         | TF1    |
| 7    |                   | Série TV          | Mentalist                                                             | 7 septembre  | 9 611 000  | 37,7 %         | TF1    |
| 8    |                   | Rugby à XV        | Coupe du monde : demi-finale France-Pays de Galles                    | 14 octobre   | 9 500 000  | 73 %           | TF1    |
| 9    |                   | Série TV          | Mentalist                                                             | 14 septembre | 9 451 000  | 36,4 %         | TF1    |
| 10   |                   | Série TV          | Dr House                                                              | 14 juin      | 9 230 000  | 34,5 %         | TF1    |

#### Résultats pour l'année 2012
Les dix meilleures audiences de 2012 :
| Rang | Type de programme | Type de programme | Programme                                                                          | Date        | Audience   | Part de marché | Chaîne   |
| ---- | ----------------- | ----------------- | ---------------------------------------------------------------------------------- | ----------- | ---------- | -------------- | -------- |
| 1    |                   | Divertissement    | Le Bal des Enfoirés                                                                | 16 mars     | 13 294 000 | 53,2 %         | TF1      |
| 2    |                   | Football          | Euro 2012 : Espagne-Italie                                                         | 1er juillet | 12 920 000 | 47,5 %         | TF1      |
| 3    |                   | Football          | Euro 2012 : Suède-France                                                           | 19 juin     | 12 175 000 | 44,0 %         | M6       |
| 4    |                   | Football          | Euro 2012 : Espagne-France                                                         | 23 juin     | 11 277 000 | 52,0 %         | TF1      |
| 5    |                   | Information       | Déclaration du Président de la République (Discours de défaite de Nicolas Sarkozy) | 6 mai       | 11 054 000 | 35,2 %         | France 2 |
| 6    |                   | Information       | Déclaration du Président de la République (Candidature de Nicolas Sarkozy)         | 15 février  | 10 669 000 | 36,3 %         | TF1      |
| 7    |                   | Football          | Euro 2012 : Ukraine-France                                                         | 15 juin     | 10 521 000 | 46,3 %         | M6       |
| 8    |                   | Football          | Euro 2012 : France-Angleterre                                                      | 11 juin     | 10 276 000 | 50,2 %         | TF1      |
| 9    |                   | Série TV          | The Mentalist                                                                      | 11 décembre | 10 076 000 | 34,9 %         | TF1      |
| 10   |                   | Information       | Déclaration du Président de la République (Discours de défaite de Nicolas Sarkozy) | 6 mai       | 9 941 000  | 31,6 %         | TF1      |

#### Résultats pour l'année 2013
Les dix meilleures audiences de 2013 :
| Rang | Type de programme | Type de programme | Programme                       | Date        | Audience   | Part de marché | Chaîne |
| ---- | ----------------- | ----------------- | ------------------------------- | ----------- | ---------- | -------------- | ------ |
| 1    |                   | Divertissement    | La Boîte à musique des Enfoirés | 15 mars     | 13 600 000 | 53,7 %         | TF1    |
| 2    |                   | Football          | France-Ukraine                  | 19 novembre | 13 600 000 | 45,5 %         | TF1    |
| 3    |                   | Football          | France-Espagne                  | 26 mars     | 10 400 000 | 35,9 %         | TF1    |
| 4    |                   | Film              | Rien à déclarer                 | 26 mai      | 10 000 000 | 37,4 %         | TF1    |
| 5    |                   | Divertissement    | Après le 20H, c'est Canteloup   | 15 mars     | 9 900 000  | 37,4 %         | TF1    |
| 6    |                   | Film              | Avatar                          | 10 novembre | 9 700 000  | 39,1 %         | TF1    |
| 7    |                   | Information       | Journal de 20h (météo médiocre) | 20 janvier  | 9 700 000  | 33,7 %         | TF1    |
| 8    |                   | Divertissement    | The Voice                       | 2 février   | 9 600 000  | 40,3 %         | TF1    |
| 9    |                   | Série TV          | The Mentalist                   | 8 octobre   | 9 400 000  | 34,2 %         | TF1    |
| 10   |                   | Football          | Ukraine-France                  | 15 novembre | 9 100 000  | 37,5 %         | TF1    |

#### Résultats pour l'année 2014
Les dix meilleures audiences de 2014 :
| Rang | Type de programme | Type de programme | Programme                                                       | Date       | Audience   | Part de marché | Chaîne |
| ---- | ----------------- | ----------------- | --------------------------------------------------------------- | ---------- | ---------- | -------------- | ------ |
| 1    |                   | Football          | Coupe du monde : quart de finale France-Allemagne               | 4 juillet  | 16 900 000 | 72,1 %         | TF1    |
| 2    |                   | Football          | Coupe du monde : phase de poules France-Suisse                  | 20 juin    | 16 740 000 | 62,0 %         | TF1    |
| 3    |                   | Football          | Coupe du monde : 8e de finale France-Nigéria                    | 30 juin    | 16 000 000 | 70,0 %         | TF1    |
| 4    |                   | Football          | Coupe du monde : phase de poules France-Honduras                | 15 juin    | 15 840 000 | 57,0 %         | TF1    |
| 5    |                   | Football          | Coupe du monde : phase de poules France-Équateur                | 25 juin    | 14 650 000 | 62,0 %         | TF1    |
| 6    |                   | Film              | Intouchables                                                    | 7 décembre | 13 575 000 | 48,9 %         | TF1    |
| 7    |                   | Football          | Coupe du monde : finale Allemagne-Argentine                     | 13 juillet | 13 583 000 | 61,0 %         | TF1    |
| 8    |                   | Divertissement    | Bon anniversaire les Enfoirés                                   | 14 mars    | 12 200 000 | 52,0 %         | TF1    |
| 9    |                   | Film              | Bienvenue chez les Ch'tis                                       | 2 mars     | 11 340 000 | 41,0 %         | TF1    |
| 10   |                   | Information       | Journal de 20h de Gilles Bouleau (suit le match France-Nigeria) | 30 juin    | 10 780 000 | 41,2 %         | TF1    |

#### Résultats pour l'année 2015
Les dix meilleures audiences de 2015 :
| Rang | Type de programme | Type de programme | Programme                                                           | Date         | Audience   | Part de marché | Chaîne |
| ---- | ----------------- | ----------------- | ------------------------------------------------------------------- | ------------ | ---------- | -------------- | ------ |
| 1    |                   | Rugby à XV        | Coupe du monde de rugby : Quart de finale France - Nouvelle-Zélande | 17 octobre   | 12 040 000 | 47,9 %         | TF1    |
| 2    |                   | Rugby à XV        | Coupe du monde de rugby : phase de poules France - Irlande          | 11 octobre   | 10 950 000 | 53,1 %         | TF1    |
| 3    |                   | Divertissement    | Sur la route des Enfoirés                                           | 13 mars      | 10 770 000 | 47,6 %         | TF1    |
| 4    |                   | Information       | Journal de 20 heures (Départ de Claire Chazal)                      | 13 septembre | 10 180 000 | 40,8 %         | TF1    |
| 5    |                   | Information       | Journal de 20 heures (Édition spéciale)                             | 7 janvier    | 9 170 000  | 32,4 %         | TF1    |
| 6    |                   | Handball          | Championnat mondial de handball : finale France - Qatar             | 1er février  | 9 060 000  | 43,3 %         | TF1    |
| 7    |                   | Rugby à XV        | Coupe du monde de rugby : phase de poules France - Canada           | 1er octobre  | 9 036 000  | 37,9 %         | TF1    |
| 8    |                   | Rugby à XV        | Coupe du monde de rugby : phase de poules France - Italie           | 19 septembre | 8 788 000  | 40,1 %         | TF1    |
| 9    |                   | Rugby à XV        | Coupe du monde de rugby : phase de poules France - Roumanie         | 23 septembre | 8 600 000  | 36 %           | TF1    |
| 10   |                   | Téléfilm          | L'Emprise                                                           | 26 janvier   | 8 550 000  | 33,0 %         | TF1    |

#### Résultats pour l'année 2016
Les dix meilleures audiences de 2016 :
| Rang | Type de programme | Type de programme | Programme                                     | Date       | Audience   | Part de marché | Chaîne |
| ---- | ----------------- | ----------------- | --------------------------------------------- | ---------- | ---------- | -------------- | ------ |
| 1    |                   | Football          | Euro 2016 : finale Portugal/France            | 10 juillet | 20 380 000 | 72,9 %         | M6     |
| 2    |                   | Football          | Euro 2016 : demi-finale Allemagne/France      | 7 juillet  | 19 230 000 | 68,8 %         | TF1    |
| 3    |                   | Football          | Euro 2016 : quart de finale France/Islande    | 3 juillet  | 17 180 000 | 60,0 %         | M6     |
| 4    |                   | Football          | Euro 2016 : phase de groupe France/Roumanie   | 10 juin    | 14 440 000 | 54,8 %         | TF1    |
| 5    |                   | Football          | Euro 2016 : phase de groupe France/Albanie    | 15 juin    | 13 810 000 | 52,4 %         | TF1    |
| 6    |                   | Football          | Euro 2016 : phase de groupe Suisse/France     | 19 juin    | 13 440 000 | 48,6 %         | M6     |
| 7    |                   | Football          | Euro 2016 : huitième de finale France/Irlande | 26 juin    | 11 760 000 | 66,3 %         | TF1    |
| 8    |                   | Football          | Euro 2016 : Cérémonie de clôture              | 10 juillet | 11 180 000 | 46,6 %         | M6     |
| 9    |                   | Divertissement    | Au rendez-vous des Enfoirés                   | 11 mars    | 11 100 000 | 50,2 %         | TF1    |
| 10   |                   | Football          | Euro 2016 : Cérémonie d'ouverture             | 10 juin    | 11 000 000 | 44,0 %         | TF1    |

#### Résultats pour l'année 2017
Les dix meilleures audiences de 2017 :
| Rang | Type de programme | Type de programme | Programme                                                 | Date       | Audience   | Part de marché | Chaîne |
| ---- | ----------------- | ----------------- | --------------------------------------------------------- | ---------- | ---------- | -------------- | ------ |
| 1    |                   | Divertissement    | Mission Enfoirés                                          | 3 mars     | 10 600 000 | 45 %           | TF1    |
| 2    |                   | Information       | Présidentielle 2017 : le grand débat                      | 20 mars    | 9 900 000  | 47 %           | TF1    |
| 3    |                   | Information       | Le Grand Entretien avec Emmanuel Macron                   | 15 octobre | 9 500 000  | 36,2 %         | TF1    |
| 4    |                   | Film              | Bienvenue chez les Ch'tis                                 | 22 janvier | 8 800 000  | 34,3 %         | TF1    |
| 5    |                   | Handball          | Championnat mondial de handball : finale France - Norvège | 29 janvier | 8 700 000  | 43,6 %         | TF1    |
| 6    |                   | Handball          | Championnat mondial de handball : le Mag                  | 29 janvier | 8 300 000  | 34,5 %         | TF1    |
| 7    |                   | Information       | 2017, le débat                                            | 3 mai      | 8 200 000  | 31,7 %         | TF1    |
| 8    |                   | Divertissement    | C'est Canteloup                                           | 3 mars     | 8 100 000  | 31,1 %         | TF1    |
| 9    |                   | Divertissement    | The Voice                                                 | 25 février | 8 100 000  | 34,2 %         | TF1    |
| 10   |                   | Information       | Hommage à Johnny Hallyday                                 | 9 décembre | 8 100 000  | 39,1 %         | TF1    |

#### Résultats pour l'année 2018
Les dix meilleures audiences de 2018 :
| Rang | Type de programme | Type de programme | Programme                                            | Date       | Audience   | Part de marché | Chaîne |
| ---- | ----------------- | ----------------- | ---------------------------------------------------- | ---------- | ---------- | -------------- | ------ |
| 1    |                   | Football          | Finale de la coupe du monde de football 2018         | 15 juillet | 19 341 000 | 82.2 %         | TF1    |
| 2    |                   | Football          | Coupe du monde : demi-finale France-Belgique         | 10 juillet | 19 116 000 | 70,5 %         | TF1    |
| 3    |                   | Football          | Remise de la coupe du monde de football 2018         | 15 juillet | 12 880 000 | 76,0 %         | TF1    |
| 4    |                   | Football          | Coupe du monde : quart de finale Uruguay-France      | 6 juillet  | 12 880 000 | 76,0 %         | TF1    |
| 5    |                   | Football          | Coupe du monde : phase de groupe France-Australie    | 16 juin    | 12 590 000 | 69,0 %         | TF1    |
| 6    |                   | Football          | Coupe du monde : huitième de finale France-Argentine | 30 juin    | 12 540 000 | 72,1 %         | TF1    |
| 7    |                   | Football          | Coupe du monde : demi-finale Croatie-Angleterre      | 11 juillet | 12 318 000 | 53,7 %         | TF1    |
| 8    |                   | Football          | Coupe du monde : phase de groupe France-Pérou        | 21 juin    | 10 720 000 | 65,9 %         | TF1    |
| 9    |                   | Football          | Coupe du monde : quart de finale Brésil-Belgique     | 6 juillet  | 10 305 000 | 48,2 %         | TF1    |
| 10   |                   | Divertissement    | Enfoirés 2018 : Musique !                            | 9 mars     | 9 700 000  | 45,2 %         | TF1    |

#### Résultats pour l'année 2019
Les dix meilleures audiences de 2019 :
| Rang | Type de programme | Type de programme | Programme                                            | Date        | Audience   | Part de marché | Chaîne   |
| ---- | ----------------- | ----------------- | ---------------------------------------------------- | ----------- | ---------- | -------------- | -------- |
| 1    |                   | Football          | Coupe du monde : quart de finale France-États-Unis   | 28 juin     | 10 700 000 | 49,6 %         | TF1      |
| 2    |                   | Football          | Coupe du monde : huitième de finale France-Brésil    | 23 juin     | 10 600 000 | 47,5 %         | TF1      |
| 3    |                   | Football          | Coupe du monde : phase de groupe France-Corée du Sud | 7 juin      | 9 900 000  | 42,2 %         | TF1      |
| 4    |                   | Divertissement    | Le Monde des Enfoirés                                | 8 mars      | 9 400 000  | 44 %           | TF1      |
| 5    |                   | Football          | Coupe du monde : phase de groupe France-Norvège      | 12 juin     | 9 400 000  | 39,7 %         | TF1      |
| 6    |                   | Football          | Coupe du monde : phase de groupe Nigeria-France      | 17 juin     | 8 800 000  | 37,4 %         | TF1      |
| 7    |                   | Série TV          | Capitaine Marleau                                    | 9 avril     | 8 600 000  | 33,6 %         | France 3 |
| 8    |                   | Série TV          | Le Bazar de la Charité                               | 18 novembre | 8 200 000  | 32 %           | TF1      |
| 9    |                   | Série TV          | Le Bazar de la Charité                               | 9 décembre  | 8 100 000  | 29,5 %         | TF1      |
| 10   |                   | Série TV          | Capitaine Marleau                                    | 22 octobre  | 8 100 000  | 30,1 %         | France 3 |

#### Résultats pour l'année 2020
Les dix meilleures audiences de 2020. Les interventions du président de la République ou du premier ministre concernent la pandémie de coronavirus, qui ont été diffusées par plusieurs des principales chaînes :
| Rang | Type de programme | Type de programme | Programme                                                            | Date         | Audience   | Part de marché | Chaîne   |
| ---- | ----------------- | ----------------- | -------------------------------------------------------------------- | ------------ | ---------- | -------------- | -------- |
| 1    |                   | Information       | Allocution du Président de la République                             | 13 avril     | 14 670 000 | 37,3 %         | TF1      |
| 2    |                   | Information       | Allocution du Président de la République                             | 28 octobre   | 13 700 000 | 38,6 %         | TF1      |
| 3    |                   | Information       | Intervention du Premier ministre                                     | 23 mars      | 13 300 000 | 42 %           | TF1      |
| 4    |                   | Information       | Allocution du Président de la République                             | 16 mars      | 12 500 000 | 33,7 %         | TF1      |
| 5    |                   | Information       | Allocution du Président de la République                             | 14 octobre   | 11 900 000 | 39,6 %         | TF1      |
| 6    |                   | Information       | Allocution du Président de la République                             | 28 octobre   | 11 600 000 | 32,6 %         | France 2 |
| 7    |                   | Football          | Finale de la Ligue des champions de l'UEFA: Paris SG - Bayern Munich | 23 août      | 11 400 000 | 44,4 %         | TF1      |
| 8    |                   | Information       | Allocution du Président de la République                             | 24 novembre  | 11 300 000 | 33,6 %         | TF1      |
| 9    |                   | Information       | Allocution du Président de la République                             | 13 avril     | 11 100 000 | 28,2 %         | France 2 |
| 10   |                   | Information       | Intervention du Premier ministre                                     | 1er novembre | 10 500 000 | 37%            | TF1      |

#### Résultats pour l'année 2021
Les dix meilleures audiences de 2021 :
| Rang | Type de programme | Type de programme | Programme                                                          | Date       | Audience   | Part de marché | Chaîne |
| ---- | ----------------- | ----------------- | ------------------------------------------------------------------ | ---------- | ---------- | -------------- | ------ |
| 1    |                   | Football          | Euro 2020 : huitième de finale France/Suisse                       | 28 juin    | 16 400 000 | 61,8 %         | TF1    |
| 2    |                   | Football          | Euro 2020 : phase de groupe Portugal/France                        | 23 juin    | 15 600 000 | 56,3 %         | TF1    |
| 3    |                   | Football          | Euro 2020 : phase de groupe France/Allemagne                       | 15 juin    | 15 200 000 | 56,8 %         | M6     |
| 4    |                   | Information       | Allocution du Président de la République (reconfinement sanitaire) | 31 mars    | 12 600 000 | 37,0 %         | TF1    |
| 5    |                   | Série TV          | HPI                                                                | 6 mai      | 12 400 000 | 44,3 %         | TF1    |
| 6    |                   | Football          | Euro 2020 : phase de groupe Hongrie/France                         | 19 juin    | 12 300 000 | 44,3 %         | TF1    |
| 7    |                   | Série TV          | HPI                                                                | 20 mai     | 12 000 000 | 44,6 %         | TF1    |
| 8    |                   | Football          | Euro 2020 : finale Italie/Angleterre                               | 11 juillet | 11 800 000 | 52,8 %         | M6     |
| 9    |                   | Série TV          | HPI                                                                | 6 mai      | 11 800 000 | 47,9 %         | TF1    |
| 10   |                   | Série TV          | HPI                                                                | 29 avril   | 11 500 000 | 41,1 %         | TF1    |

#### Résultats pour l'année 2022
Les dix meilleures audiences de 2022 :
| Rang | Type de programme | Type de programme | Programme                                               | Date        | Audience   | Part de marché | Chaîne |
| ---- | ----------------- | ----------------- | ------------------------------------------------------- | ----------- | ---------- | -------------- | ------ |
| 1    |                   | Football          | Coupe du monde 2022 : finale Argentine/France           | 18 décembre | 24 080 000 | 81 %           | TF1    |
| 2    |                   | Football          | Coupe du monde 2022 : demi-finale France/Maroc          | 14 décembre | 20 690 000 | 66,4 %         | TF1    |
| 3    |                   | Football          | Coupe du monde 2022 : quart de finale Angleterre/France | 10 décembre | 17 750 000 | 62,8 %         | TF1    |
| 4    |                   | Football          | Coupe du monde 2022 : huitième de finale France/Pologne | 4 décembre  | 14 320 000 | 68,9 %         | TF1    |
| 5    |                   | Football          | Remise de la coupe du monde de football 2022            | 18 décembre | 14 100 000 | 54,8 %         | TF1    |
| 6    |                   | Football          | Coupe du monde 2022 : phase de groupe France/Australie  | 22 novembre | 12 530 000 | 47,6 %         | TF1    |
| 7    |                   | Football          | Coupe du monde 2022 : phase de groupe France/Danemark   | 26 novembre | 11 590 000 | 62,6 %         | TF1    |
| 8    |                   | Série TV          | HPI                                                     | 12 mai      | 10 896 000 | 44,5 %         | TF1    |
| 9    |                   | Série TV          | HPI                                                     | 9 juin      | 10 206 000 | 43,8 %         | TF1    |
| 10   |                   | Série TV          | HPI                                                     | 2 juin      | 10 000 000 | 43,3 %         | TF1    |

#### Résultats pour l'année 2023
Les dix meilleures audiences de 2023,:
| Rang | Type de programme | Type de programme | Programme                                                                       | Date         | Audience   | Part de marché | Chaîne   |
| ---- | ----------------- | ----------------- | ------------------------------------------------------------------------------- | ------------ | ---------- | -------------- | -------- |
| 1    |                   | Rugby à XV        | Coupe du monde de rugby : Quart de finale France - Afrique du Sud               | 15 octobre   | 16 500 000 | 60,8 %         | TF1      |
| 2    |                   | Rugby à XV        | Coupe du monde de rugby : phase de poules France - Nouvelle-Zélande             | 8 septembre  | 15 410 000 | 63,3 %         | TF1      |
| 3    |                   | Rugby à XV        | Coupe du monde de rugby : phase de poules France - Italie                       | 6 octobre    | 13 010 000 | 54,7 %         | TF1      |
| 4    |                   | Rugby à XV        | Coupe du monde de rugby : Quart de finale France - Afrique du Sud (Avant match) | 15 octobre   | 11 900 000 | 46,7 %         | TF1      |
| 5    |                   | Rugby à XV        | Coupe du monde de rugby : phase de poules France - Uruguay                      | 14 septembre | 11 780 000 | 51,7 %         | TF1      |
| 6    |                   | Rugby à XV        | Coupe du monde de rugby : Finale Nouvelle-Zélande - Afrique du Sud              | 28 octobre   | 10 890 000 | 47,9 %         | TF1      |
| 7    |                   | Rugby à XV        | Coupe du monde de rugby : phase de poules France - Namibie                      | 21 septembre | 10 730 000 | 46,9 %         | France 2 |
| 8    |                   | Rugby à XV        | Edition spéciale Tous Derrière Les Bleus                                        | 8 septembre  | 10 600 000 | 48,8 %         | TF1      |
| 9    |                   | Série TV          | HPI                                                                             | 11 mai       | 10 400 000 | 43,4 %         | TF1      |
| 10   |                   | Rugby à XV        | Coupe du monde de rugby : Cérémonie d'ouverture                                 | 8 septembre  | 9 900 000  | 49,3 %         | TF1      |

#### Résultats pour l'année 2024
Les dix meilleures audiences de 2024:
| Rang | Type de programme | Type de programme  | Programme                                      | Date       | Audience   | Part de marché | Chaîne   |
| ---- | ----------------- | ------------------ | ---------------------------------------------- | ---------- | ---------- | -------------- | -------- |
| 1    |                   | Jeux Olympiques    | Paris 2024 : Cérémonie d'ouverture             | 26 juillet | 24 400 000 | 83,3 %         | France 2 |
| 2    |                   | Jeux Olympiques    | Paris 2024 : Cérémonie de clôture              | 11 août    | 17 900 000 | 76,7 %         | France 2 |
| 3    |                   | Football           | Euro 2024 : Demi-finale Espagne/France         | 9 juillet  | 16 100 000 | 60,2 %         | TF1      |
| 4    |                   | Football           | Euro 2024 : Quart de finale Portugal/France    | 5 juillet  | 12 700 000 | 57,2 %         | M6       |
| 5    |                   | Football           | Euro 2024 : Phase de groupe Autriche/France    | 17 juin    | 11 300 000 | 46,9 %         | TF1      |
| 6    |                   | Football           | Euro 2024 : Huitième de finale France/Belgique | 1 juillet  | 11 000 000 | 56,2 %         | TF1      |
| 7    |                   | Jeux paralympiques | Paris 2024 : Cérémonie d'ouverture             | 28 août    | 10 500 000 | 52,4 %         | France 2 |
| 8    |                   | Jeux Olympiques    | Paris 2024 : Avant cérémonie de clôture        | 26 juillet | 10 200 000 | 52,3 %         | France 2 |
| 9    |                   | Football           | Euro 2024 : Phase de groupe Pays-Bas/France    | 21 juin    | 10 200 000 | 46,6 %         | M6       |
| 10   |                   | Jeux Olympiques    | Epreuves en direct du 31 juillet (20h28-23h09) | 31 juillet | 9 700 000  | 46,3 %         | France 2 |

### Sources
- Médiamat annuel 2009 (du 29 décembre 2008 au 3 janvier 2010)
- Médiamat annuel 2010 (du 4 janvier 2010 au 2 janvier 2011)
- Médiamat annuel 2011 (du 3 janvier 2011 au 1er janvier 2012)
- Médiamat annuel 2012 (du 2 janvier 2012 au 30 décembre 2012)
- Médiamat annuel 2013 (du 31 décembre 2012 au 29 décembre 2013)
- Médiamat annuel 2014 (du 30 décembre 2013 au 28 décembre 2014)